# PKP Szybka Kolej Miejska w Trójmieście

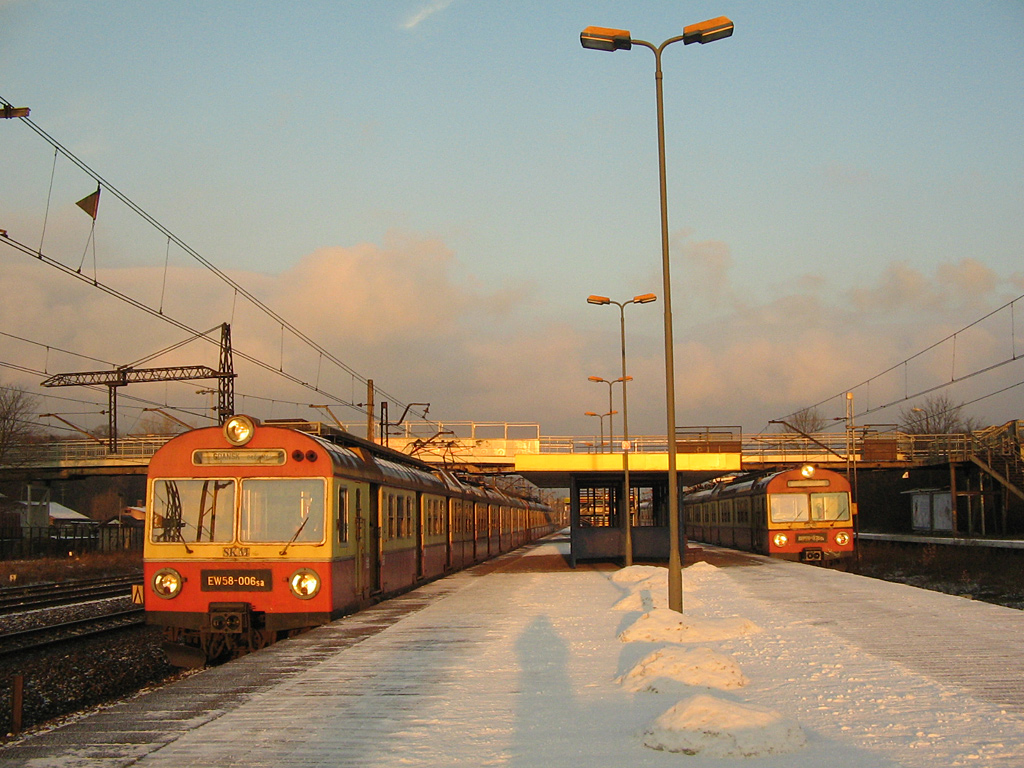
Dwa składy EW58 w Gdańsku Stoczni (zima 2002)

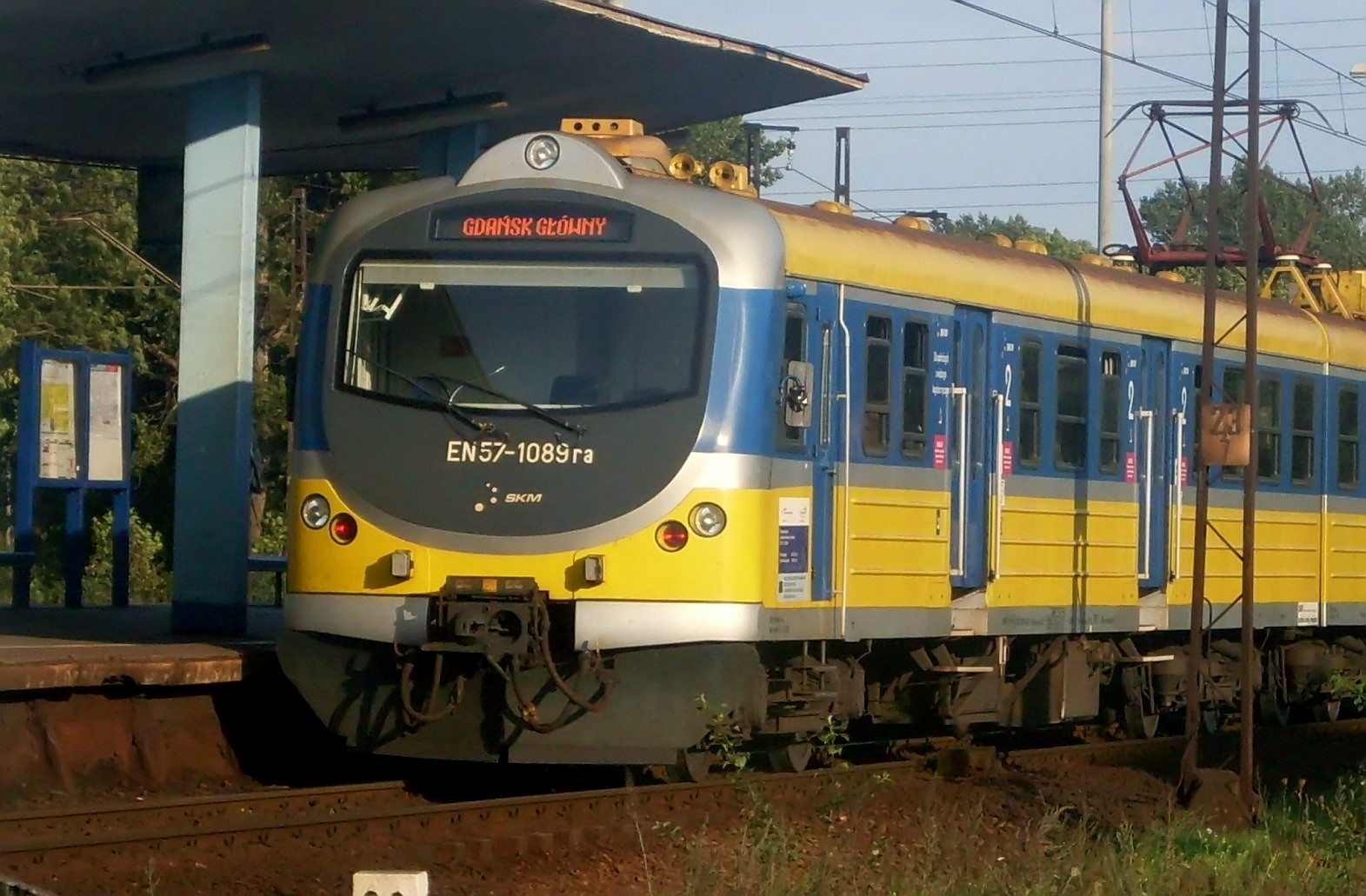
Zmodernizowany EN57

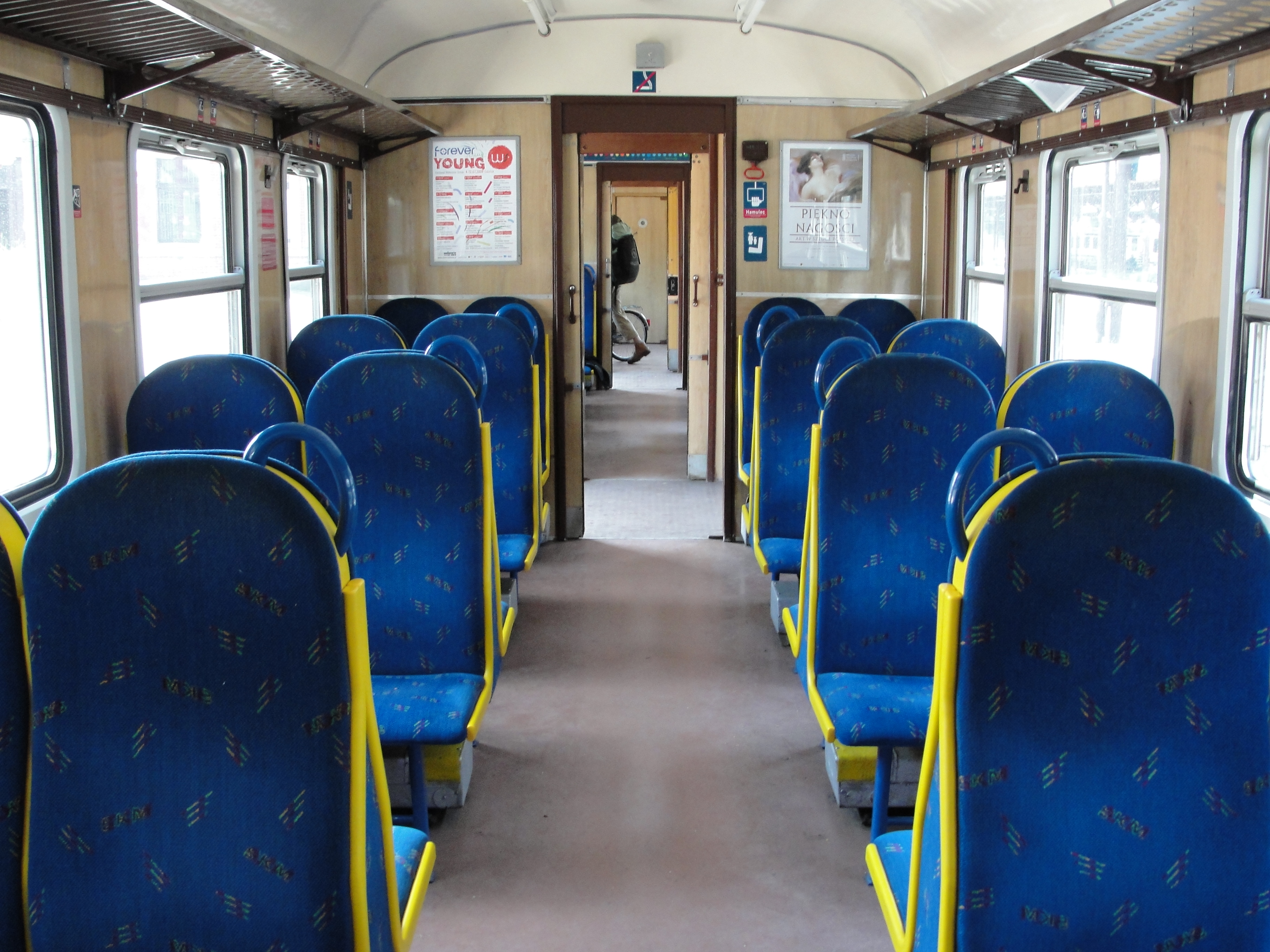
Wnętrze połowicznie zmodernizowanej jednostki EN57

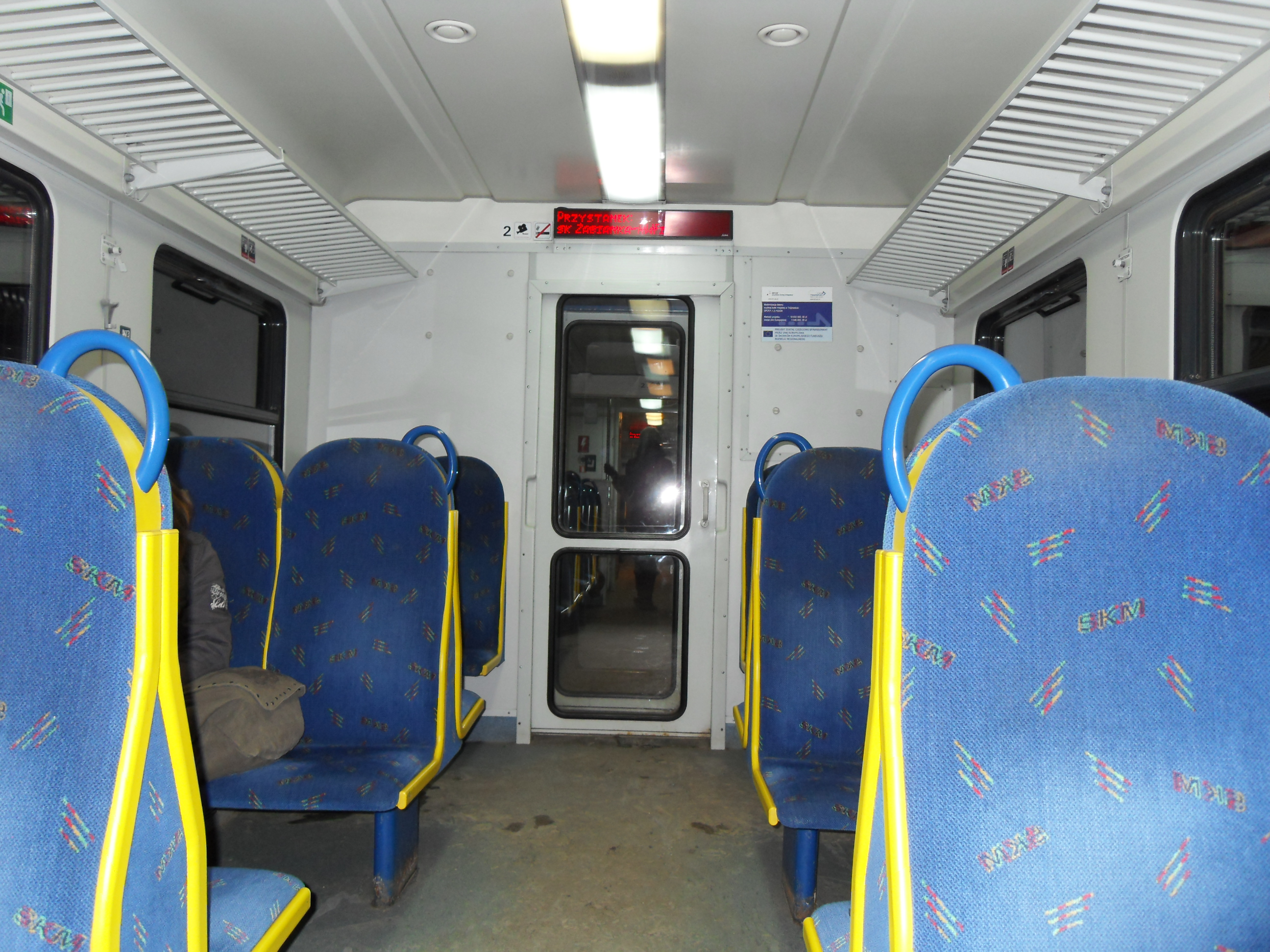
Wnętrze całkowicie zmodernizowanej jednostki EN57

PKP Szybka Kolej Miejska w Trójmieście (identyfikator literowy – SKMT, cyfrowy – 1351) – przewoźnik kolejowy z siedzibą w Gdyni działający w województwie pomorskim oraz zarządca linii kolejowej nr 250 Gdańsk Śródmieście – Rumia.

## Dane podstawowe
Kapitał zakładowy Spółki wynosi 165 919 000,00 złotych i dzieli się na 331 838 równych i niepodzielnych udziałów o wartości 500 złotych każdy. Udziały w kapitale zakładowym Spółki objęte zostały w następujący sposób:
- 222 218 udziałów (65,98%) posiadają Polskie Koleje Państwowe Spółka Akcyjna z siedzibą w Warszawie.
- 34 000 udziałów (10,1%) posiada województwo pomorskie.
- 42 000 udziałów (12,47%) posiada Gmina Miasto Gdańsk.
- 7 000 udziałów (2,08%) posiada Gmina Miasto Sopot.
- 25 600 udziałów (7,6%) posiada Gmina Miasto Gdynia.
- 4 000 udziałów (1,19%) posiada Gmina Miejska Pruszcz Gdański.
- 1 960 udziałów (0,58%) posiada Gmina Miejska Rumia.

Spółka jest członkiem Związku Pracodawców Kolejowych.
Częstotliwość kursowania pociągów na odcinku Gdańsk Śródmieście – Gdynia Cisowa w szczycie przewozowym wynosi 7,5 minuty, a poza szczytem w dni robocze oraz w soboty i niedziele w okresie letnich wakacji szkolnych co 15 minut, natomiast w soboty i niedziele po za sezonem letnim co 30 minut. Taborem wykorzystywanym na linii SKM są głównie składy EN57 oraz EN71. Podstawowym fragmentem tras SKM jest linia 250 Gdańsk Śródmieście – Rumia, która biegnie równolegle do linii „dalekobieżnej” 202 Gdańsk Główny – Stargard. Dodatkowo SKM prowadzi przewozy pasażerskie pomiędzy Trójmiastem a Kaszubami oraz okazjonalne na trasie Gdańsk Główny – Gdańsk Stadion Expo.
Oprócz połączeń na trasie Gdańsk Główny – Wejherowo, SKM obsługiwał lub obsługuje także inne miasta. Obecnie pociągi SKM kursują również do Lęborka. W poprzednich latach spółka wykonywała kursy m.in. do Ustki, Słupska, Tczewa, Malborka, Elbląga, Iławy, Smętowa oraz Laskowic Pomorskich, a także na lokalnej trasie Gdańsk Główny – Gdańsk Brzeźno – Gdańsk Nowy Port. Kursowanie na ostatnim odcinku tej trasy (Gdańsk Główny – Gdańsk Brzeźno) zawieszono z powodu nierentowności w 2005. Do 11 grudnia 2022 r. załogi SKM pracowały w pociągach PKM do Kartuz, Kościerzyny i Żukowa.
W 2007 r. na przystankach SKM uruchomiono automaty do sprzedaży biletów.

## Historia

### Początki kolei w Gdańsku
Kolej dotarła do Gdańska 19 lipca 1852 w ramach budowy sieci połączeń Pruskiej Kolei Wschodniej. Początkowo kończyła się tu jedynie linia z Tczewa łącząca Gdańsk z Bydgoszczą i Berlinem. Linia w stronę Sopotu i Wejherowa została zbudowana w 1870 i łączyła Stargard z Gdańskiem. Obecnie są to linie 9 i 202. Ponadto z Gdańska Wrzeszcza odchodziła linia do Starej Piły a stamtąd dalej do Kartuz, a z rejonu Bramy Żuławskiej – kolej wąskotorowa w kierunku Sztutowa i Giemlic.
W 1912 r. rozpoczęto budowę osobnych torów położonych wzdłuż linii kolejowej Gdańsk – Wejherowo, przeznaczonych do ruchu podmiejskiego na odcinku Gdańsk Główny – Sopot. W tym celu dokonano rozbiórki szeregu położonych na planowanych torach lub w ich sąsiedztwie budynków oraz dokonano przebudowy stacji. Prace jednak przerwał wybuch pierwszej wojny światowej.

### Kolej w Wolnym Mieście Gdańsku
W Wolnym Mieście Gdańsku połączenia kolejowe były realizowane przez Polskie Koleje Państwowe.

### Po II wojnie światowej, początki SKM

#### Powstanie SKM

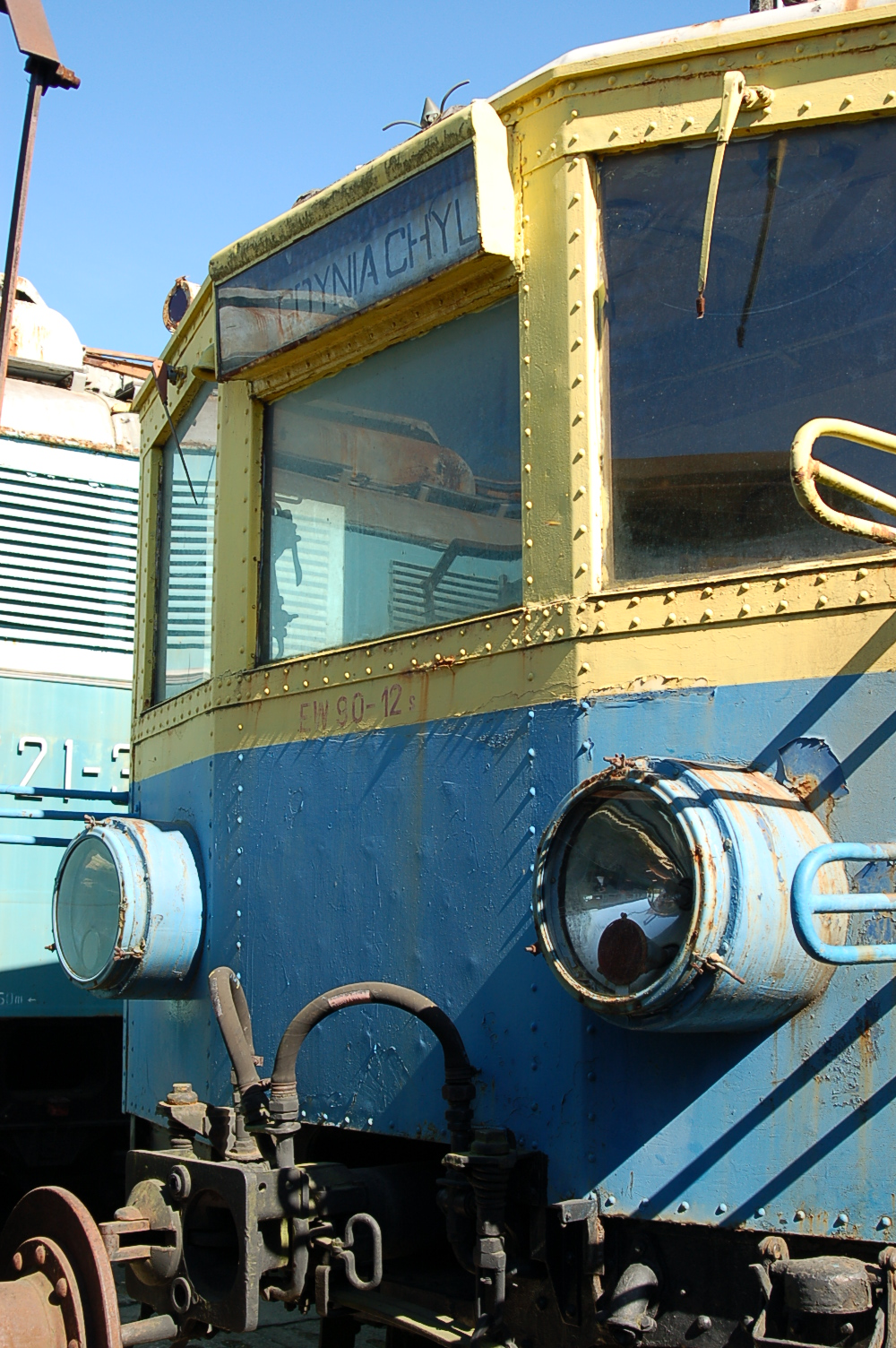
EW90-12 znajdujący się obecnie w Muzeum Kolejnictwa w Kościerzynie

Podczas odbudowy Gdańska i Gdyni ze zniszczeń wojennych, wraz z odbudową infrastruktury portowej i stoczniowej, ze względu na sprzyjające warunki geograficzno-urbanistyczne podjęto decyzję o dokończeniu prac rozpoczętych przed 1914 rokiem przez koleje pruskie i stworzeniu linii kolei miejskiej.
Po 1945 roku w warsztatach kolejowych w Lubaniu Śląskim pozostało kilkadziesiąt niemieckich elektrycznych zespołów trakcyjnych berlińskiej kolei S-Bahn, zasilanych nietypowym na polskie warunki napięciem 800 V prądu stałego, za pomocą tzw. trzeciej szyny. Tabor ten stanowiły ET165, ET166 i ET167, które zostały ewakuowane przed bombardowaniami z Berlina i skierowane na Dolny Śląsk. Zostały one przejęte przez PKP.
Było ich 189 szt., zwane były potocznie kolejkami elektrycznymi, a prasa lansowała nazywanie ich „Modrakami”. Ze względu na nietypowe zasilanie, wagony nie mogły zostać wykorzystane w zelektryfikowanym wcześniej warszawskim węźle kolejowym, przeznaczono je więc dla nowo budowanej linii w Trójmieście. Prace adaptacyjne, obejmujące między innymi przystosowanie do zasilania z sieci napowietrznej, prowadzono w Lubaniu.
Prace projektowe były nadzorowane przez wydzielone w 1947 r. z Ministerstwa Komunikacji Biuro Elektryfikacji Kolei. Pierwotny projekt SKM, opracowany przez prof. Romana Podoskiego, zakładał wykorzystanie istniejącego od XIX torowiska wspólnego z linią dalekobieżną. Do realizacji zatwierdzono jednak pochodzący sprzed 1914 roku projekt budowy wydzielonego torowiska dla kolei miejskiej na odcinku Gdańsk Główny – Gdynia Główna, którego pierwsze prace ziemno-budowlane rozpoczęły się jeszcze w 1914 roku. Po 1947 roku, wykorzystując już wykonane fragmenty, zrealizowano zmieniony i ostateczny projekt opracowany przez Dyrekcję Okręgową Kolei Państwowych w Gdańsku, zarządzaną przez mgr inż. Zbigniewa Modlińskiego, późniejszego ministra komunikacji.

### Lata 50. XX wieku

#### Pierwsza linia Gdańsk Główny – Gdańsk Nowy Port
Jako pierwszą oddano do ruchu lokalną linię Gdańsk Główny – Gdańsk Nowy Port. Pomimo braku wykwalifikowanych kadr oraz problemów z zaopatrzeniem w urządzenia niezbędne do eksploatacji trakcji elektrycznej, linię oficjalnie otwarto 2 stycznia 1951 roku. Z powodu problemów, ruch wkrótce zawieszono, po czym kolej ponownie rozpoczęła funkcjonowanie 4 marca 1951 roku. W początkowych miesiącach funkcjonowania linii wykorzystywane były prostowniki odzyskane z okrętów podwodnych. Zainstalowana sieć trakcyjna przygotowana była od razu do późniejszego przejścia na standardowe napięcie 3000 V.

#### Druga linia Gdańsk Główny – Sopot
2 stycznia 1952 uruchomiono regularne pociągi elektryczne na trasie do Sopotu, na odcinku od stacji Wrzeszcz po linii jednotorowej. 15 maja 1952 drugi tor sięgał stacji Oliwa, a 22 czerwca ruch na całej ówczesnej linii odbywał się po obu torach. Aż do 1953, ze względu na opóźnienia w dostawach brytyjskiego wyposażenia podstacji elektrycznych, odcinek ten zasilano z wykorzystaniem podstacji przeznaczonej dla gdańskich tramwajów oraz elementów z odzysku, a także wypożyczonych.

#### Przedłużenie linii do Gdyni Głównej
Do Gdyni Głównej linię SKM przedłużono 22 lipca 1953, lecz do 1 maja 1954 na odcinku od stacji Orłowo funkcjonował jeden tor. Także w 1953 powstał budynek elektrowozowni w Gdyni Chyloni, jednak elektryfikacja torów do elektrowozowni nastąpiła dopiero dwa lata później – do tego czasu do manewrów niezbędna była lokomotywa parowa.

#### Przedłużenie linii do Wejherowa
Do stacji Gdynia Chylonia pociągi elektryczne kursowały od 15 stycznia 1956, a do Wejherowa dotarły 31 grudnia 1957. Na odcinku od Gdyni Głównej pociągi SKM nie miały już wydzielonego torowiska i korzystały z linii dalekobieżnej.

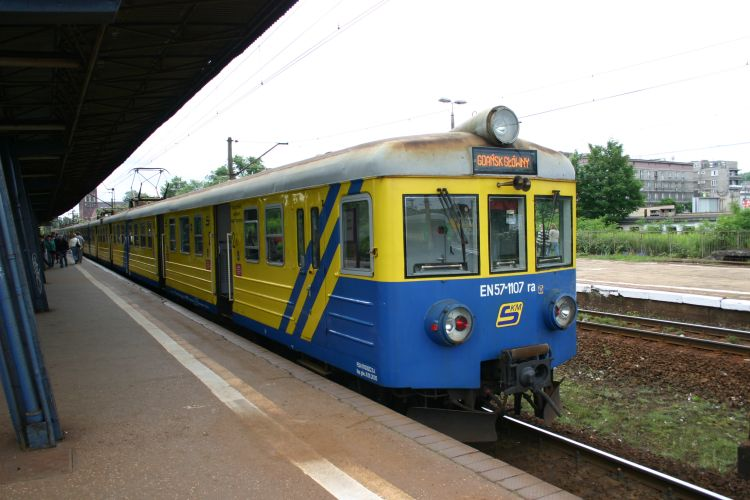
EN57 na stacji Gdańsk Wrzeszcz, 2007

### Lata 60. XX wieku
W połowie lat 60. z usług SKM korzystało ponad 250 tys. osób dziennie. Problemem była ograniczona przepustowość linii, brak części zamiennych oraz malejąca liczba sprawnych poniemieckich składów dostosowanych do trakcji 800 V, których eksploatacja była przewidywana na 10 lat. W związku z tym podjęto decyzję o podziale trasy na dwa odcinki na przystanku Gdynia Stocznia. Odcinek do Wejherowa 20 października 1969 został przełączony na standardowe zasilanie 3000 V, dzięki czemu można było wprowadzić młodsze, trójwagonowe zestawy trakcyjne serii EN57, a starym pojazdom skrócić trasę o kilkanaście kilometrów. Wadą tego rozwiązania była konieczność przesiadki pasażerów na przystanku Gdynia Stocznia. Z kolei częstotliwość kursowania zwiększono dzięki zainstalowaniu w 1968 samoczynnej blokady liniowej, umożliwiającej takt sięgający 3 minut. W 1970 rozbudowano ponadto podstacje elektryczne, aby obsłużyć większy ruch pociągów.

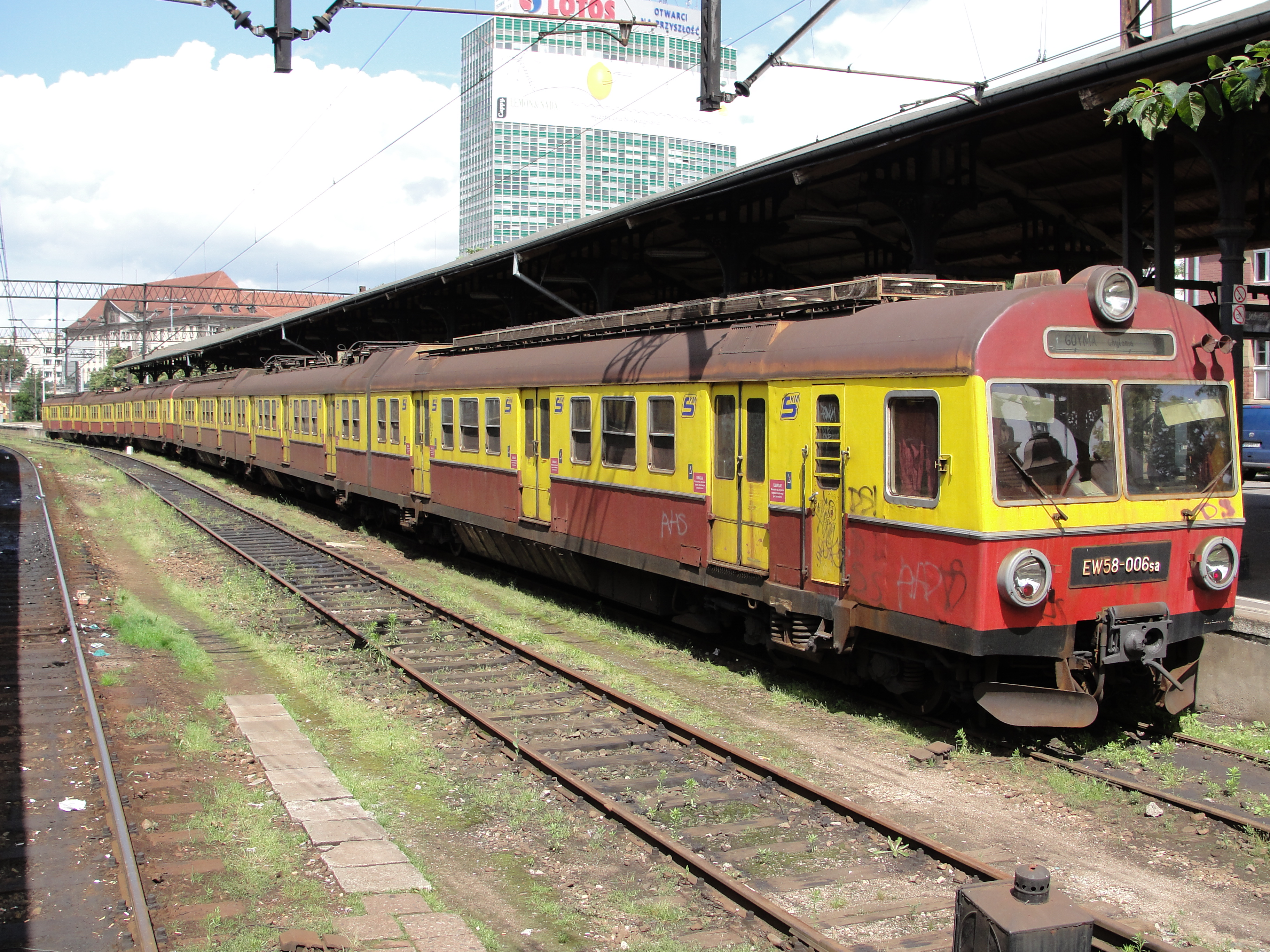
EW58 na stacji Gdańsk Główny, 2009

### Lata 70. XX wieku

#### Zmiana napięcia na 3000 V i wymiana taboru
W 1975 roku podjęto decyzję o zmianie napięcia zasilania na 3000 V. Stare poniemieckie wagony ostatecznie wycofano 18 grudnia 1976 wraz z unifikacją systemów zasilania na linii SKM, a po pracach przyłączeniowych, 20 grudnia rozpoczęły ruch nowe składy. Do eksploatacji na całej linii weszły wtedy zestawy trakcyjne EN57 oraz dysponujące znacznie większą mocą (lepsze przyspieszanie) i dodatkową parą drzwi (3 pary na jednym boku każdego członu), umożliwiającą szybszą wymianę pasażerów, trójczłonowe EW58. Zmiana napięcia pochłonęła całą roczną produkcję EN57 z 1976.
W 1976 r. wprowadzono również do ruchu kilka składów czterowagonowych EN71.
Jedną jednostkę wycofanej serii EW90 w roli eksponatu przekazano do Muzeum Kolejnictwa w Kościerzynie. Drugi egzemplarz pozostawiono na stacji Gdynia Cisowa Postojowa.

### Lata 80. XX wieku

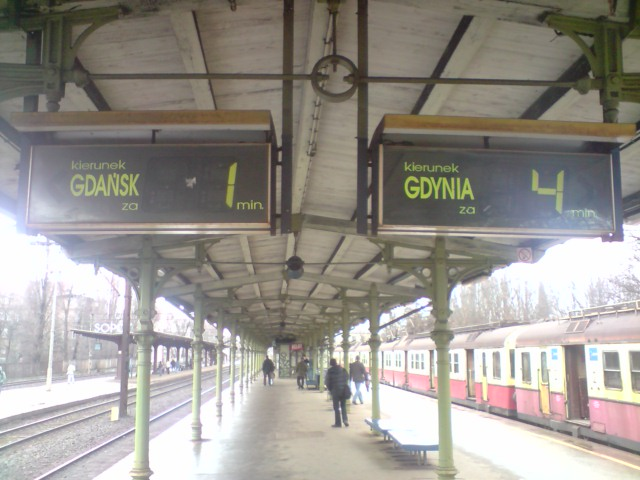
Wyświetlacz systemu ESKD, informujący ile minut pozostało do przyjazdu pociągu

W 1981 r. zelektryfikowano odcinek wydzielonego torowiska pomiędzy Gdynią Główną a Chylonią, a ostatni jak dotąd odcinek wydzielony z sieci PKP – od Chyloni do Rumi oddano do użytku w 1985.
W 1988 r. wprowadzono Elektroniczny System Kontroli Ruchu Pociągów (ESKD), dzięki któremu informacje o ruchu pociągów są przekazywane do dyspozytora. System ten umożliwił również instalację wyświetlaczy informujących podróżnych o orientacyjnym czasie przyjazdu pociągu z danego kierunku.

### Lata 90. XX wieku
W latach 90. nastąpił spadek liczby pasażerów w trójmiejskiej SKM. Jednakże SKM nadal pozostała podstawowym środkiem transportu publicznego, zwłaszcza pomiędzy Gdańskiem a Gdynią.
12 lutego 1993 do służby weszły dwie jednostki EW60 i pracowały do 2000, kiedy zostały odstawione do naprawy głównej. Jednakże zamiast wykonać naprawę dokonano kanibalizacji tych pojazdów wykorzystując wiele części do naprawy innych EZT-ów, szczególnie EW58. W 2005 oba pojazdy bardzo niekompletne sprzedano Kolejom Mazowieckim.
22 grudnia 1997 oddano do użytku przystanek Gdynia Cisowa, co umożliwiło wydłużenie relacji pociągów kończących do tej pory bieg w Gdyni Chyloni.

### XXI wiek

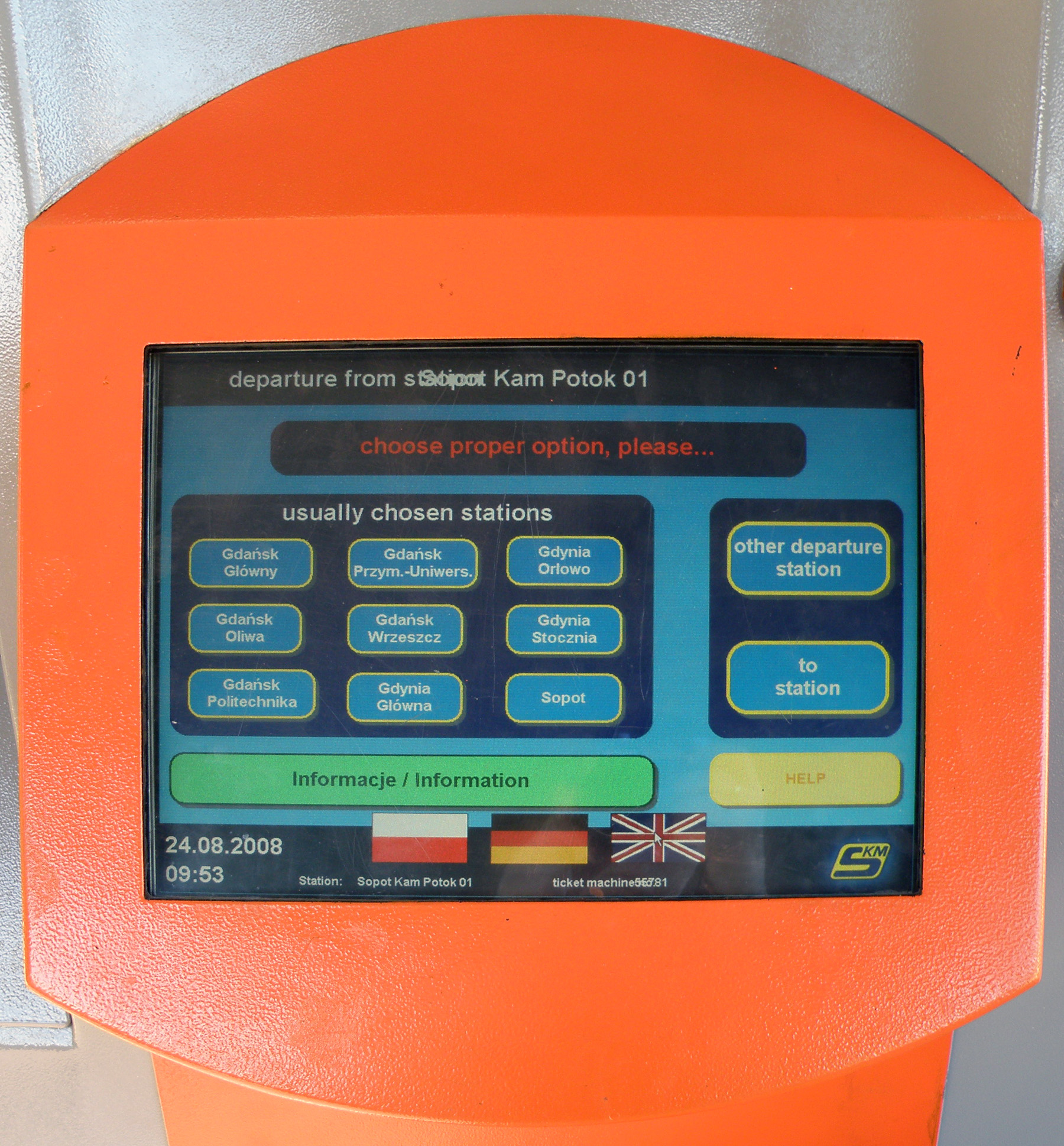
Elektroniczny automat do sprzedaży biletów – pulpit dotykowy

1 lipca 2001 powstała samodzielna spółka PKP Szybka Kolej Miejska w Trójmieście Sp. z o.o, przejmując mienie, pracowników, zadania oraz tradycje Zakładu Szybkiej Kolei Miejskiej w Trójmieście.
15 grudnia 2002 skrócono relację pociągów na linii Gdańsk Główny – Gdańsk Nowy Port do przystanku Gdańsk Brzeźno.
24 czerwca 2005 zlikwidowano ruch na reszcie linii Gdańsk Główny – Gdańsk Nowy Port. O 18:55 odjechał bowiem ostatni pociąg z Gdańska Brzeźna. Przyczyną likwidacji tej linii była niska frekwencja, spowodowana konkurencją ze strony komunikacji miejskiej, a zwłaszcza tramwajów linii 10, 13 i 15.
W styczniu 2007 w trójmiejskiej SKM pojawiły się pierwsze elektroniczne automaty do sprzedaży biletów SKM. Początkowo automaty zostały zainstalowane na stacjach Gdańsk Główny, Gdańsk Oliwa, Sopot, Gdynia Główna oraz przystankach Gdańsk Zaspa i Sopot Kamienny Potok. Automaty te przyjmują zarówno monety, jak i banknoty.
W listopadzie 2007 w ruchu zadebiutowały 4 EN57, odnowione w ramach Sektorowego Programu Operacyjnego Transport (SPOT), za około 18 mln zł. Jednostki te zostały zmodernizowane przez ZNTK „Mińsk Mazowiecki”. W EZT-ach zmienione wnętrze, zabudowano nowa kabinę maszynisty i zmieniono rozruch. Z kolei w 2009 r. w nowosądeckim Newagu zmodernizowano skład EN71-045. Jednostka po przebudowie zwana jest turbojamnikiem, z powodu krótszych postojów na przystankach (dzięki przyspieszonej wymianie pasażerów po przebudowie wnętrza) i lepszemu przyspieszaniu (nowe silniki asynchroniczne i system zasilania) – pociąg rozpędza się do 100 km/h w 30 sekund.
Przebudowano też przystanek Sopot Kamienny Potok i Gdańsk Politechnika oraz stacje Gdynia Główna i Gdańsk Oliwa. W ramach modernizacji wstawiono windy, wymieniono krawędzie peronowe i położono kostkę brukową. Na stacji Gdynia Główna dodatkowo zamiast schodów do głównej hali dworca zrobiono niezbyt strome podejście i postawiono zadaszenie na peronie.

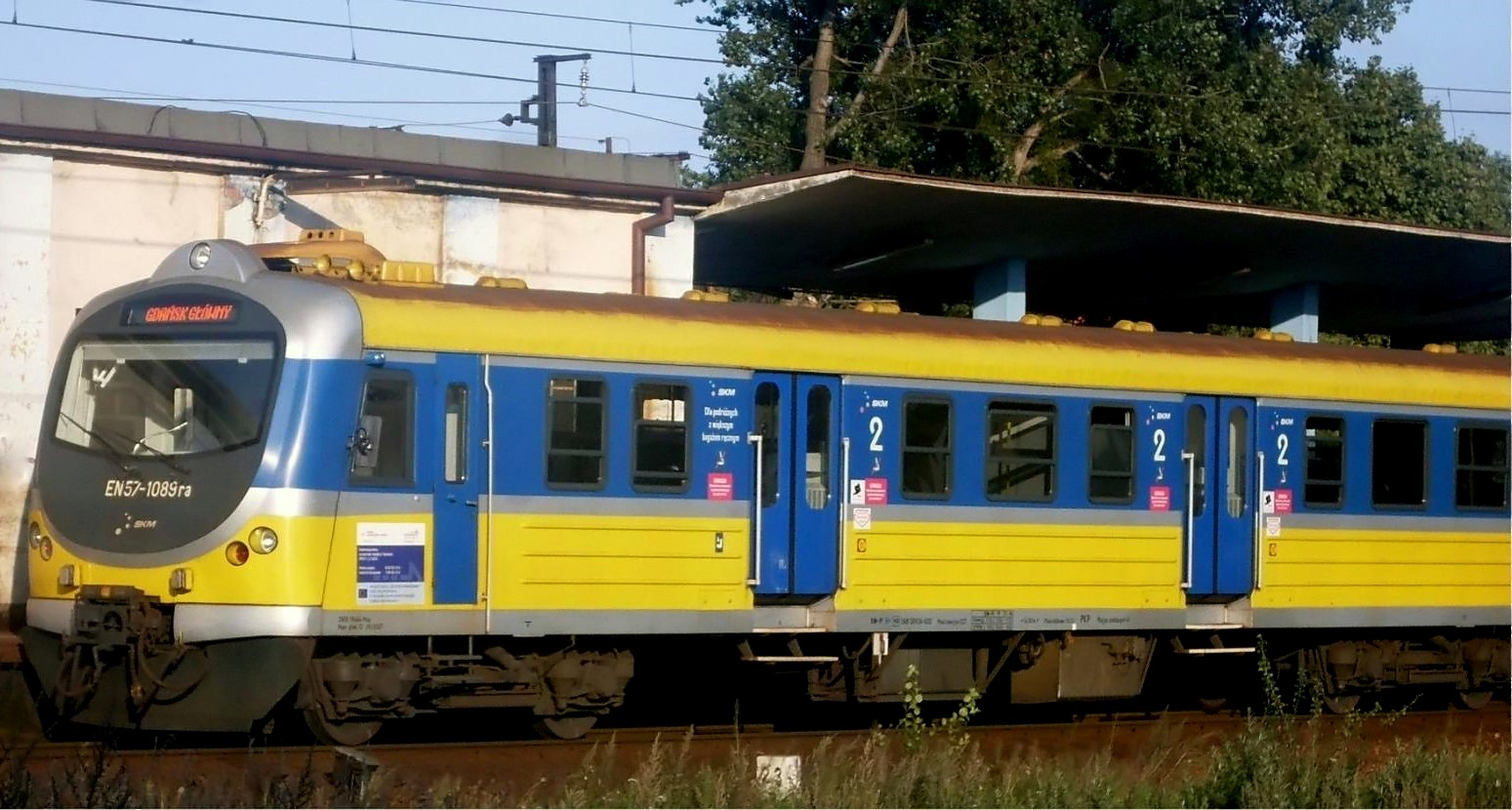
EN57 po modernizacji, 2008

Od września 2008 realizowany był program inwestycyjny przewidujący modernizację taboru oraz przebudowę i rozbudowę infrastruktury. Całkowity koszt przedsięwzięcia szacowany był na 342,6 – 350,0 mln zł brutto (w tym 167 mln zł z UE i 55 mln z obligacji emitowanych przez SKM za pośrednictwem BGK). W jego ramach zaplanowano następujące zadania:
- Budowę (do końca 2014, a więc z trzyletnim opóźnieniem) przystanku Gdańsk Śródmieście (pod wiaduktem na al. Armii Krajowej) oraz linii łączącej go ze stacją Gdańsk Główny o długości 1,8 km. Przystanek ten, oddany do użytku 1 kwietnia 2015, stał się kolejnym centrum przesiadkowym między SKM a komunikacją miejską[35]. W ramach budowy peronu pod wiaduktem Armii Krajowej powstała antresola (tzw. pasarella) ze schodami i windami, stanowiąca przejście z peronu na wiadukt w ciągu alei Armii Krajowej (a w przyszłości również do centrum handlowo-usługowego Forum Radunia) i będąca częścią węzła integracyjnego zlokalizowanego w obrębie wiaduktu. Z kolei przedłużenie torów 501 i 502 ze stacji Gdańsk Główny spowodowało odcięcie tamtejszego peronu trzeciego od budynku dworca i wprowadzenie tam torów kolejowych. Peron oraz wiata zostały w całości rozebrane i zbudowane na nowo. Przebudowa objęła budowę nowych krawędzi i nawierzchni peronowej oraz wydłużenie zadaszenia. Budowa została zrealizowana przez konsorcjum firm Rajbud i Dekpol, które zadeklarowały, że w ciągu 70 tygodni wybudują nowy przystanek oraz wydłużą linię kolejową nr 250 (dwa tory po ok. 1 km każdy) za kwotę 66,7 mln zł[36]. Umowę na budowę przystanku podpisano 31 lipca 2013[37].
- Modernizację przystanków Wrzeszcz, Żabianka, Gdynia Wzgórze św. Maksymiliana, Politechnika, Sopot, Sopot Wyścigi oraz wyposażenie ich w monitoring i ciekłokrystaliczne, elektroniczne tablice informacyjne[38]. Również modernizacja tych przystanków opóźniła się w stosunku do pierwotnie zakładanego harmonogramu[potrzebny przypis].
- Modernizację 22 elektrycznych zespołów trakcyjnych. Z uwagi na upadłość układową pierwotnie wyłonionego wykonawcy (TS Opole), który zobowiązał się do realizacji zadania za kwotę 128 mln zł (6,1 mln zł za pojazd) do 10 lipca 2013, oraz opóźnienia w realizacji programu modernizacyjnego, po dostarczeniu zaledwie jednego pojazdu (w ostatecznym rozrachunku, po naliczeniu kar umownych, modernizacja składu została zrealizowana za darmo), SKM zerwała umowę i 9 sierpnia 2013 wybrała jako nowego wykonawcę przedsiębiorstwo Pojazdy Szynowe PESA Bydgoszcz, które zobowiązało się do modernizacji w ZNTK Mińsk Mazowiecki pozostałych jednostek za kwotę 123,9 mln zł (5,9 mln zł za pojazd)[39]. Tym razem wykonawca wywiązał się z terminów i ostatnie dwa składy dostarczył pod koniec października 2014.

Do końca 2011 miały zostać zakończone prace przy systemie zdalnego sterowania ruchem kolejowym SRK, który miał umożliwić zwiększenia częstotliwości kursowania pociągów. Dyspozytorskie Centrum Sterowania całym ruchem na sieci SKM planowano zlokalizować w podziemiach Dworca Podmiejskiego na stacji Gdynia Główna.
W grudniu 2014 dotychczasowy analogowy system sterowania informacją pasażerską z lat 70. XX wieku produkcji czechosłowackiej firmy ZPA Elektroeas – Pragotron został zastąpiony nowymi tablicami LCD Dynamicznego Systemu Informacji Podróżnych.
23 marca 2015 PKP Szybka Kolej Miejska w Trójmieście podpisała z Newagiem umowę na dostawę 2 sztuk 4-członowych Impulsów do obsługi trasy Gdańsk Śródmieście – Wejherowo.
1 września 2015 PKP SKM rozpoczęła obsługę trasy Gdańsk Główny – Gdańsk Wrzeszcz – Gdańsk Osowa – Gdynia Główna, 1 października Gdańsk Główny – Gdańsk Wrzeszcz – Kartuzy, a 13 grudnia Gdynia Główna – Kościerzyna.
11 grudnia 2016 uruchomione zostało połączenie Gdynia Główna – Gdańsk Wrzeszcz – Gdańsk Port Lotniczy – Kościerzyna.
9 grudnia 2018 SKM utraciła obsługę części połączeń na niezelektryfikowanych liniach biegnących w kierunku Kartuz i Kościerzyny. Niemal jednocześnie, 18 grudnia 2018 samorząd województwa zawarł z SKM 4-letnią umowę na obsługę pozostawionych jej połączeń o wartości 212,5 mln zł.
W grudniu 2020 SKM podpisała z Urzędem Marszałkowskim 5-letnią umowę przewozową na okres od grudnia 2021 do grudnia 2026, przewidującą wykonanie 15 230 000 pociągokilometrów o wartości 202 550 000 zł.
11 grudnia 2022 SKM przestała obsługiwać PKM, natomiast obsługę połączeń na tej trasie przejęło Polregio.

## Połączenia
PKP SKM obsługuje linie:
- S1: Gdańsk Śródmieście – Gdynia Główna – Gdynia Chylonia – Gdynia Cisowa (28 km)
- S1: Gdańsk Śródmieście – Gdynia Główna – Gdynia Chylonia – Gdynia Cisowa – Rumia – Reda – Wejherowo (45 km)
- S1: Gdańsk Śródmieście – Gdynia Główna – Gdynia Chylonia – Gdynia Cisowa – Rumia – Reda – Wejherowo – Lębork (81 km)
- S500: Gdańsk Główny – Gdańsk Stadion Expo (4 km)

## Infrastruktura

### Linie

#### Obecne

##### S1: Gdańsk Śródmieście – Lębork
Linia będąca główną linią SKM, ponadto w przeszłości pociągi po tej linii kursowały również na odcinku Lębork – Słupsk, w dniu 10 grudnia 2017 roku skrócono kursowanie pociągów SKM na odcinku Gdańsk Śródmieście – Słupsk do stacji Lębork.
| Km     | Stacja/Przystanek                    | Zdjęcie | Dzielnica                                    | Przesiadki |
| ------ | ------------------------------------ | ------- | -------------------------------------------- | --- |
| 0      | Gdańsk Śródmieście                   |         | Śródmieście                                  | Tramwaje Autobusy miejskie |
| 1,1    | Gdańsk Główny                        |         | Śródmieście                                  | Pociągi dalekobieżne Pociągi regionalne Dworzec autobusowy Autobusy podmiejskie Tramwaje Autobusy miejskie Autobusy regionalne |
| 2,1    | Gdańsk Stocznia                      |         | Aniołki Młyniska                             | Tramwaje |
| 3,5    | Gdańsk Politechnika                  |         | Aniołki Wrzeszcz Dolny                       | Tramwaje Autobusy miejskie |
| 5,2    | Gdańsk Wrzeszcz                      |         | Wrzeszcz Dolny Wrzeszcz Górny                | Pociągi dalekobieżne Pociągi regionalne Autobusy dalekobieżne Autobusy regionalne Tramwaje Autobusy miejskie                   |
| 6,4    | Gdańsk Zaspa                         |         | Zaspa Młyniec Strzyża                        | Tramwaje Autobusy miejskie |
| 8      | Gdańsk Przymorze-Uniwersytet         |         | Przymorze Małe Oliwa                         | Autobusy miejskie |
| 9,1    | Gdańsk Oliwa                         |         | Oliwa                                        | Pociągi dalekobieżne Pociągi regionalne Tramwaje Autobusy miejskie Autobusy z marketów                                         |
| 10,3   | Gdańsk Żabianka-AWFiS                |         | Żabianka-Wejhera-Jelitkowo-Tysiąclecia Oliwa | Autobusy miejskie |
| 11,4   | Sopot Wyścigi                        |         | Karlikowo Świemirowo                         | Trolejbusy Autobusy miejskie                                                                                                   |
| 12,7   | Sopot                                |         | Dolny Sopot                                  | Pociągi dalekobieżne Pociągi regionalne Autobusy miejskie Trolejbusy                                                           |
| 14,6   | Sopot Kamienny Potok                 |         | Kamienny Potok                               | Trolejbusy Autobusy miejskie                                                                                                   |
| 16,9   | Gdynia Orłowo                        |         | Orłowo                                       | Pociągi regionalne Trolejbusy Autobusy miejskie                                                                                |
| 18,6   | Gdynia Redłowo                       |         | Redłowo                                      | Trolejbusy Autobusy miejskie                                                                                                   |
| 20,4   | Gdynia Wzgórze Św. Maksymiliana      |         | Wzgórze Św. Maksymiliana Śródmieście         | Trolejbusy Autobusy miejskie                                                                                                   |
| 22     | Gdynia Główna                        |         | Śródmieście                                  | Pociągi dalekobieżne Pociągi regionalne Dworzec autobusowy Trolejbusy Autobusy miejskie Autobusy regionalne                    |
| 22,8   | Gdynia Stocznia – Uniwersytet Morski |         | Grabówek                                     | Trolejbusy Autobusy miejskie Autobusy regionalne                                                                               |
| 24,7   | Gdynia Grabówek                      |         | Grabówek Leszczynki                          | Trolejbusy Autobusy miejskie Autobusy regionalne                                                                               |
| 26,1   | Gdynia Leszczynki                    |         | Leszczynki Chylonia                          | Trolejbusy Autobusy regionalne                                                                                                 |
| 27,2   | Gdynia Chylonia                      |         | Chylonia                                     | Pociągi dalekobieżne Pociągi regionalne Trolejbusy Autobusy miejskie Autobusy regionalne                                       |
| 28,3   | Gdynia Cisowa                        |         | Cisowa                                       | Trolejbusy Autobusy miejskie Autobusy regionalne                                                                               |
| 31,2   | Rumia Janowo                         |         | Janowo                                       | Autobusy miejskie Autobusy regionalne                                                                                          |
| 32,9   | Rumia                                |         | Centrum                                      | Pociągi regionalne Autobusy miejskie Autobusy podmiejskie Autobusy regionalne                                                  |
| 36,6   | Reda                                 |         | Centrum                                      | Pociągi regionalne Autobusy miejskie Autobusy podmiejskie Autobusy regionalne                                                  |
| 39,2   | Reda Pieleszewo                      |         | Pieleszewo                                   | Autobusy miejskie |
| 42,1   | Wejherowo Śmiechowo                  |         | Śmiechowo                                    | Autobusy miejskie |
| 43,7   | Wejherowo Nanice                     |         | Nanice                                       | Autobusy miejskie Autobusy regionalne                                                                                          |
| 45     | Wejherowo                            |         | Śródmieście Dzielnica Zachodnia              | Pociągi dalekobieżne Pociągi regionalne Dworzec autobusowy Autobusy miejskie Autobusy podmiejskie Autobusy regionalne          |
| 49,6   | Gościcino Wejherowskie               |         | Gościcino                                    | Autobusy miejskie Autobusy regionalne                                                                                          |
| 55,6   | Luzino                               |         | Luzino                                       | Autobusy regionalne |
| 60,4   | Strzebielino Morskie                 |         | Strzebielino-Osiedle                         | |
| 64,7   | Bożepole Wielkie                     |         | Bożepole Wielkie                             | |
| 71,5   | Godętowo                             |         | Łęczyce                                      | |
| 77,5   | Lębork Mosty                         |         | Mosty                                        | Autobusy miejskie |
| 80,8   | Lębork                               |         | Lębork                                       | Pociągi dalekobieżne Pociągi regionalne Dworzec Autobusowy Autobusy miejskie Autobusy podmiejskie Autobusy regionalne          |
| [ 57 ] |                                      |         |                                              | |

##### S500: Gdańsk Główny – Gdańsk Stadion Expo
Pociągi kursujące tą linią korzystają zarówno z torów dawnej linii Gdańsk Główny – Nowy Port (to jest linii 249), jak i torów linii towarowej Gdańsk Główny – Gdańsk Zaspa Towarowa (linia 227). Połączenie to zostało uruchomione w związku z Mistrzostwami Europy w Piłce Nożnej w 2012 i miało na celu szybkie przewiezienie kibiców piłkarskich z centrum Gdańska na stadion PGE Arena Gdańsk. W związku z tym konieczny był zarówno remont kapitalny obydwu linii, jak i budowa nowego przystanku Gdańsk Stadion Expo, którego nazwa nawiązuje zarówno do stadionu, jak i znajdującej się nieopodal nowej siedziby Międzynarodowych Targów Gdańskich. Położone na trasie linii 249 perony dawnych przystanków Gdańsk Stocznia, Gdańsk Nowe Szkoty i Gdańsk Kolonia pozostają niewykorzystane i nie obsługują pasażerów.
Pierwszy przejazd techniczny pociągu na tej trasie miał miejsce 30 kwietnia 2012, a ruch pasażerski zapoczątkowano 3 maja 2012. Czas przejazdu całej trasy wynosi 6 minut.
Pociągi kursują tutaj wyłącznie w dniach imprez sportowych na stadionie lub w czasie trwania targów na MTG. Linia nie posiada stałego rozkładu jazdy – jest on ustalany doraźnie, zgodnie z zamówieniem składanym przez przewoźnika. Przejazdy na tej linii są bezpłatne dla pasażerów.
| Stacja/Przystanek   | Zdjęcie | Dzielnica | kilometr linii | Możliwość przesiadki |
| ------------------- | ------- | --------- | -------------- | -------------------- |
| Gdańsk Stadion Expo |         | Letnica   | 3,960 km       |                      |

##### Sprinter

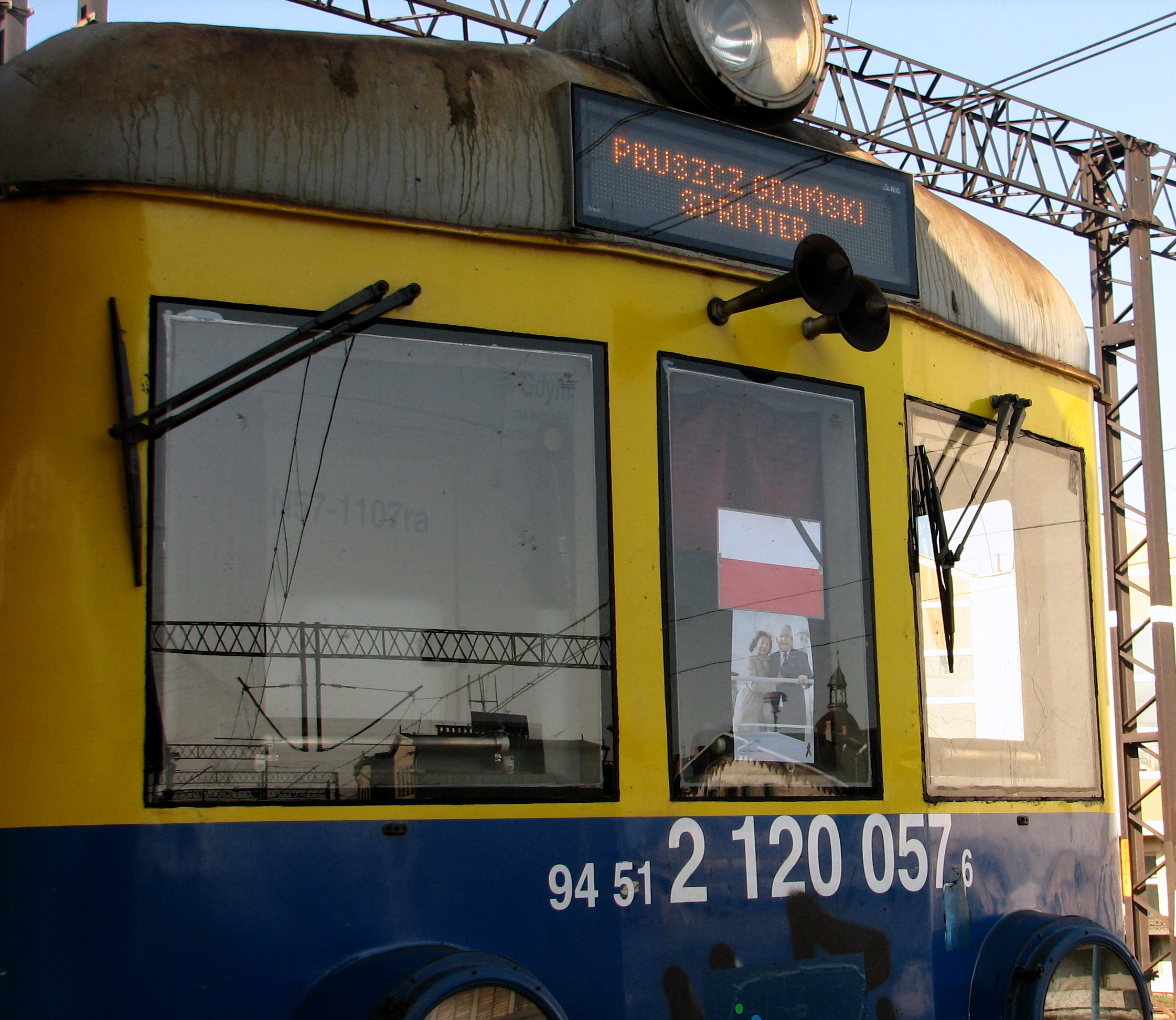
Tablica elektroniczna z informacją, że skład jest Sprinterem. Tradycyjne tablice rolkowe ustawiane ręcznie nie mają takiej możliwości

Nazwa uruchamianych przez SKM pociągów przyspieszonych, poruszających się między Gdańskiem Głównym a Rumią po torach dalekobieżnych i posiadających postoje tylko na wybranych stacjach. 02.09.2013 pociągi Sprinter kursowały wyłącznie w relacji Gdynia Główna – Słupsk. W pociągach tych obowiązywała standardowa taryfa SKM. Od grudnia 2017 SKM nie uruchamia pociągów przyspieszonych o trakcji elektrycznej.

#### Dawne

##### Tczew – Gdańsk Główny
Od 11 grudnia 2016 pociągi trójmiejskiej SKM przestały kursować na odcinku Tczew – Gdańsk Główny.
| Km     | Stacja/Przystanek | Zdjęcie          | Dzielnica                 | Przesiadki                                                                                                 |
| ------ | ----------------- | ---------------- | ------------------------- | --- |
| 0,0    | Tczew             | Perony           | Zatorze Nowe Miasto       | Pociągi dalekobieżne Pociągi regionalne Autobusy dalekobieżne Autobusy miejskie                            |
| 6,4    | Miłobądz          |                  |                           | Pociągi regionalne                                                                                         |
| 10,4   | Pszczółki         | Stacja Pszczółki |                           | Pociągi regionalne Autobusy dalekobieżne                                                                   |
| 12,3   | Skowarcz          |                  |                           | Pociągi regionalne                                                                                         |
| 15,3   | Różyny            |                  |                           | Pociągi regionalne                                                                                         |
| 18     | Cieplewo          |                  |                           | Pociągi regionalne                                                                                         |
| 20,9   | Pruszcz Gdański   |                  | Osiedle Nad Radunią       | Pociągi regionalne Autobusy miejskie                                                                       |
| 25,8   | Gdańsk Lipce      |                  | Orunia-Św. Wojciech-Lipce | Pociągi regionalne Autobusy miejskie                                                                       |
| 28,3   | Gdańsk Orunia     |                  | Orunia-Św. Wojciech-Lipce | Pociągi regionalne Autobusy miejskie                                                                       |
| 31,9   | Gdańsk Główny     |                  | Śródmieście               | Pociągi dalekobieżne Pociągi regionalne Dworzec autobusowy Autobusy podmiejskie Tramwaje Autobusy miejskie |
| [ 57 ] |                   |                  |                           | |

##### Gdańsk Główny – Gdańsk Nowy Port
Linia Gdańsk Główny – Gdańsk Nowy Port to pierwsza linia SKM w Trójmieście. Linia powstała już w 1867 Linię zamknięto 24 czerwca 2005. Obecnie po części tej linii jeżdżą jeszcze pociągi towarowe.
| Stacja/Przystanek     | Zdjęcie | Dzielnica                  | kilometr linii |
| --------------------- | ------- | -------------------------- | -------------- |
| Gdańsk Główny         |         | Śródmieście                | 0,140 km       |
| Gdańsk Stocznia       |         | Aniołki                    | 1,043 km       |
| Gdańsk Nowe Szkoty    |         | Wrzeszcz                   | 2,31 km        |
| Gdańsk Kolonia        |         | Letnica, Wrzeszcz          | 3,693 km       |
| Gdańsk Zaspa Towarowa |         | Brzeźno, Letnica, Wrzeszcz | 4,913 km       |
| Gdańsk Brzeźno        |         | Nowy Port                  | 6,498 km       |
| Gdańsk Nowy Port      |         | Nowy Port                  | 7,205 km       |

##### Wejherowo – Żarnowiec Elektrownia Jądrowa
Trasa Wejherowo – Żarnowiec Elektrownia Jądrowa składała się z fragmentu linii Wejherowo – Garczegorze, wybudowanej na początku XX wieku, odbudowanej częściowo w latach 80. XX wieku i Rybno Kaszubskie – Żarnowiec – Elektrownia Jądrowa, wybudowanej specjalnie do obsługi budowanej Elektrowni Jądrowej w Żarnowcu. Linia powstała w czerwcu 1986 a pół roku później była zelektryfikowana. 30 maja 1992 zamknięto ruch pasażerski na odcinku Rybno – Żarnowiec Elektrownia Jądrowa 1 maja 2002 zamknięto ruch towarowy. Obecnie linia jest rozebrana. Ostatni fragment tej trasy Wejherowo – Wejherowo Cementownia został zamknięty 17 listopada 2004. Obecnie rozważana jest reaktywacja przewozów na odcinku Wejherowo – Rybno.
| Stacja/Przystanek             | Zdjęcie | Dzielnica                        | kilometr linii                       |
| ----------------------------- | ------- | -------------------------------- | ------------------------------------ |
| Wejherowo                     |         | Śródmieście, Dzielnica Zachodnia | 0                                    |
| Wejherowo Cementownia         |         |                                  | 2,106 km                             |
| Orle                          |         |                                  | 4,779 km                             |
| Góra Pomorska                 |         |                                  | 7,39 km                              |
| Zamostne                      |         |                                  | 9,939 km                             |
| Rybno Kaszubskie              |         |                                  | 12,317 km 0,00 km zmiana kilometrażu |
| Żarnowiec Elektrownia Wodna   |         |                                  | 7,74 km                              |
| Żarnowiec Elektrownia Jądrowa |         |                                  | 10,09 km                             |

##### S2: Gdańsk Wrzeszcz – Gdańsk Port Lotniczy – Gdynia Główna
Linia uruchomiona 1 września 2015, obsługiwana przez SKM do dnia 10 grudnia 2022, od dnia 11 grudnia 2022 jedynym przewoźnikiem na PKM jest Polregio. Gdy była obsługiwana przez SKM część kursów z Wrzeszcza kończyła bieg na stacji Gdańsk Osowa.
| Km     | Stacja/Przystanek    | Zdjęcie | Dzielnica                          | Przesiadki                                                                                                   |
| ------ | -------------------- | ------- | ---------------------------------- | --- |
| 0      | Gdańsk Wrzeszcz      |         | Wrzeszcz Dolny Wrzeszcz Górny      | Pociągi dalekobieżne Pociągi regionalne Autobusy dalekobieżne Autobusy regionalne Tramwaje Autobusy miejskie |
| 2,2    | Gdańsk Strzyża       |         | Strzyża                            | Tramwaje |
| 3,8    | Gdańsk Niedźwiednik  |         | Brętowo Wrzeszcz Górny             | Autobusy miejskie                                                                                            |
| 5,3    | Gdańsk Brętowo       |         | Brętowo                            | Tramwaje Autobusy miejskie                                                                                   |
| 7,4    | Gdańsk Jasień        |         | Jasień Brętowo Piecki-Migowo       | Autobusy miejskie                                                                                            |
| 8,9    | Gdańsk Kiełpinek     |         | Jasień                             | Autobusy miejskie                                                                                            |
| 11,7   | Gdańsk Matarnia      |         | Matarnia                           | Autobusy miejskie                                                                                            |
|        | Gdańsk Firoga        |         | Matarnia                           | Autobusy miejskie                                                                                            |
| 14,6   | Gdańsk Port Lotniczy |         | Matarnia                           | Loty pasażerskie międzynarodowe Loty pasażerskie krajowe Autobusy miejskie                                   |
| 15,3   | Gdańsk Rębiechowo    |         | Matarnia                           | |
| 20,2   | Gdańsk Osowa         |         | Osowa                              | Pociągi regionalne Autobusy miejskie Autobusy podmiejskie                                                    |
| 27,3   | Gdynia Karwiny       |         | Karwiny/Wielki Kack/Mały Kack      | Trolejbusy Autobusy miejskie Autobusy z marketów                                                             |
| 33,5   | Gdynia Stadion       |         | Wzgórze św. Maksymiliana/Mały Kack | Trolejbusy Autobusy miejskie                                                                                 |
| 36,4   | Gdynia Główna        |         | Śródmieście                        | Pociągi dalekobieżne Pociągi regionalne Dworzec autobusowy Trolejbusy Autobusy miejskie Autobusy podmiejskie |
| [ 57 ] |                      |         |                                    | |

##### S8: Gdynia Główna – Kościerzyna
Od 13 grudnia 2015 roku do 10 grudnia 2022 roku pociągi SKM obsługiwały połączenie pomiędzy Gdynią Główną i Kościerzyną przez Żukowo po linii kolejowej nr 201. W dniu 11 grudnia 2022 roku przejęta przez Polregio.
| Km     | Stacja/Przystanek  | Zdjęcie | Dzielnica                          | Przesiadki                                                                              |
| ------ | ------------------ | ------- | ---------------------------------- | --------------------------------------------------------------------------------------- |
| 0      | Gdynia Główna      |         | Śródmieście                        | Pociągi dalekobieżne Pociągi regionalne Dworzec autobusowy Trolejbusy Autobusy miejskie |
| 3,0    | Gdynia Stadion     |         | Wzgórze św. Maksymiliana/Mały Kack | Trolejbusy Autobusy miejskie                                                            |
| 9,1    | Gdynia Karwiny     |         | Karwiny/Wielki Kack/Mały Kack      | Trolejbusy Autobusy miejskie Autobusy z marketów                                        |
| 16,2   | Gdańsk Osowa       |         | Osowa                              | Pociągi regionalne Autobusy miejskie Autobusy podmiejskie                               |
| 20,4   | Rębiechowo         |         |                                    | Autobusy regionalne Autobusy miejskie                                                   |
| 23,2   | Pępowo Kartuskie   |         |                                    | Autobusy regionalne                                                                     |
| 25,9   | Żukowo Wschodnie   |         |                                    |                                                                                         |
| 26,8   | Żukowo             |         |                                    |                                                                                         |
| 29,2   | Borkowo            |         |                                    | Autobusy regionalne                                                                     |
| 34     | Babi Dół           |         |                                    |                                                                                         |
| 38,3   | Kiełpino Kartuskie |         |                                    |                                                                                         |
| 41,9   | Somonino           |         |                                    | Autobusy regionalne                                                                     |
| 43,8   | Sławki             |         |                                    |                                                                                         |
| 48,4   | Wieżyca            |         |                                    | Autobusy regionalne                                                                     |
| 51,1   | Krzeszna           |         |                                    |                                                                                         |
| 55,3   | Gołubie Kaszubskie |         |                                    | Autobusy regionalne                                                                     |
| 62     | Skorzewo           |         |                                    |                                                                                         |
| 67,3   | Kościerzyna        |         |                                    | Pociągi regionalne Autobusy miejskie                                                    |
| [ 57 ] |                    |         |                                    |                                                                                         |

##### S9: Gdynia Główna – Gdańsk Wrzeszcz – Gdańsk Port Lotniczy – Kościerzyna
Od 11 grudnia 2016 roku do 10 grudnia 2022 roku pociągi SKM obsługiwały połączenie pomiędzy Gdynią Główną i Kościerzyną przez Gdańsk Wrzeszcz, Gdańsk Port Lotniczy oraz Żukowo po liniach kolejowych nr 202 248 oraz 201. W dniu 11 grudnia 2022 roku przejęta przez Polregio.
| Km     | Stacja/Przystanek    | Zdjęcie | Dzielnica                     | Przesiadki                                                                                                   |
| ------ | -------------------- | ------- | ----------------------------- | --- |
| 0      | Gdynia Główna        |         | Śródmieście                   | Pociągi dalekobieżne Pociągi regionalne Dworzec autobusowy Trolejbusy Autobusy miejskie                      |
| 9,3    | Sopot                |         | Śródmieście                   | Pociągi dalekobieżne Pociągi regionalne Autobusy miejskie Trolejbusy                                         |
| 12,9   | Gdańsk Oliwa         |         | Oliwa                         | Pociągi dalekobieżne Pociągi regionalne Tramwaje Autobusy miejskie Autobusy z marketów                       |
| 16,7   | Gdańsk Wrzeszcz      |         | Wrzeszcz Dolny Wrzeszcz Górny | Pociągi dalekobieżne Pociągi regionalne Autobusy dalekobieżne Autobusy regionalne Tramwaje Autobusy miejskie |
| 18,9   | Gdańsk Strzyża       |         | Strzyża                       | Tramwaje |
| 24     | Gdańsk Jasień        |         | Jasień Brętowo Piecki-Migowo  | Autobusy miejskie                                                                                            |
| 25,6   | Gdańsk Kiełpinek     |         | Jasień                        | Autobusy miejskie                                                                                            |
| 31,3   | Gdańsk Port Lotniczy |         | Matarnia                      | Loty pasażerskie międzynarodowe Loty pasażerskie krajowe Autobusy miejskie                                   |
| 34,6   | Rębiechowo *         |         |                               | Autobusy regionalne Autobusy miejskie                                                                        |
| 37,4   | Pępowo Kartuskie *   |         |                               | Autobusy regionalne                                                                                          |
| 40,1   | Żukowo Wschodnie     |         |                               | |
| 41     | Żukowo               |         |                               | |
| 43,4   | Borkowo              |         |                               | Autobusy regionalne                                                                                          |
| 48,3   | Babi Dół             |         |                               | |
| 52,6   | Kiełpino Kartuskie   |         |                               | |
| 56,1   | Somonino             |         |                               | Autobusy regionalne                                                                                          |
| 58     | Sławki               |         |                               | |
| 62,7   | Wieżyca              |         |                               | Autobusy regionalne                                                                                          |
| 65,3   | Krzeszna             |         |                               | |
| 69,6   | Gołubie Kaszubskie   |         |                               | Autobusy regionalne                                                                                          |
| 76,4   | Skorzewo             |         |                               | |
| 81,6   | Kościerzyna          |         |                               | Pociągi regionalne Autobusy miejskie                                                                         |
| [ 57 ] |                      |         |                               | |

*Pociąg na linii Gdańsk Port lotniczy – Żukowo Wschodnie, niektóre pociągi nie zatrzymywały się na stacjach w Rębiechowie i Pępowie Kartuskim

##### S11: Gdańsk Główny – Gdańsk Port Lotniczy – Kartuzy
Od 1 października 2015 pociągi SKM zaczęły regularne kursowanie do stacji Kartuzy. W dniu 11 grudnia 2022 roku przejęta przez Polregio.
| Km     | Stacja/Przystanek    | Zdjęcie | Dzielnica                     | Przesiadki                                                                                                   |
| ------ | -------------------- | ------- | ----------------------------- | --- |
| 0      | Gdańsk Główny        |         | Śródmieście                   | Pociągi dalekobieżne Pociągi regionalne Dworzec autobusowy Autobusy podmiejskie Tramwaje Autobusy miejskie   |
| 4,2    | Gdańsk Wrzeszcz      |         | Wrzeszcz Dolny Wrzeszcz Górny | Pociągi dalekobieżne Pociągi regionalne Autobusy dalekobieżne Autobusy regionalne Tramwaje Autobusy miejskie |
| 6,4    | Gdańsk Strzyża       |         | Strzyża                       | Tramwaje |
| 8      | Gdańsk Niedźwiednik  |         | Brętowo Wrzeszcz Górny        | Autobusy miejskie                                                                                            |
| 9,5    | Gdańsk Brętowo       |         | Brętowo                       | Tramwaje Autobusy miejskie                                                                                   |
| 11,6   | Gdańsk Jasień        |         | Jasień Brętowo Piecki-Migowo  | Autobusy miejskie                                                                                            |
| 13     | Gdańsk Kiełpinek     |         | Jasień                        | Autobusy miejskie                                                                                            |
| 15,8   | Gdańsk Matarnia      |         | Matarnia                      | Autobusy miejskie                                                                                            |
|        | Gdańsk Firoga        |         | Matarnia                      | Autobusy miejskie                                                                                            |
| 18,8   | Gdańsk Port Lotniczy |         | Matarnia                      | Loty pasażerskie międzynarodowe Loty pasażerskie krajowe Autobusy miejskie                                   |
| 19,4   | Gdańsk Rębiechowo    |         | Matarnia                      | |
| 22,1   | Rębiechowo           |         |                               | Autobusy regionalne Autobusy miejskie                                                                        |
| 24,8   | Pępowo Kartuskie     |         |                               | Autobusy regionalne                                                                                          |
| 27,6   | Żukowo Wschodnie     |         |                               | |
| 28,5   | Żukowo               |         |                               | |
| 30,9   | Borkowo              |         |                               | Autobusy regionalne                                                                                          |
| 37,2   | Dzierżążno           |         |                               | |
| 42,1   | Kartuzy              |         |                               | Dworzec Autobusowy                                                                                           |
| [ 57 ] |                      |         |                               | |

### Elektrowozownia w Gdyni Cisowej
Gdynia Cisowa jako stacja postojowa rozpoczęła swoją działalność pod koniec 1976 r., a jako zaplecze techniczne, wraz z elektrowozownią, od 1990 r. Zastąpiła dotychczasową lokomotywownię elektrycznych zespołów trakcyjnych w Gdyni Leszczynkach, dzieloną ze składami wagonowymi PKP. Stacja dysponuje grupą torów odstawczych, z semaforami wyjazdowymi skierowanymi w stronę przystanku osobowego Gdynia Cisowa i dalej Gdańska. Elektrowozownia dysponuje zapleczem technicznym w postaci hali z czterema kanałami krytymi o długości po 200 m każdy, na których mieszczą się po trzy rozczepione EZT serii EN57. Ponadto przy grupie torów postojowych znajduje się jeszcze jeden, niekryty, kanał. Elektrowozownia posiada myjnię automatyczną i dwutorowy punkt czyszczenia składów.
Funkcję pomocniczą w zakresie drobnych napraw oraz czyszczenia składów pełni także grupa torów odstawczych w Wejherowie z krytą, dwutorową halą.

## Tabor
SKM eksploatuje elektryczne zespoły trakcyjne serii EN57 i EN71. Cztery EN57 zostały w 2007 zmodernizowane w ramach SPOT w zakresie nazwanym EN57KM, a EN71 o numerze 045 przeszedł w 2009 modernizację do standardu EN71AC. Do lipca 2013 kosztem 351 mln zł miały zostać zmodernizowane kolejne 21 jednostki EN57. Modernizacja miała zostać zrealizowana w ciągu 14 miesięcy przez konsorcjum firm TS Opole i Skoda, jednakże z powodu ogłoszenia upadłości TS Opole ukończono modernizację tylko jednego EN57 (1718). W ponownym przetargu na modernizację 21 elektrycznych zespołów trakcyjnych SKM Trójmiasto najkorzystniejszą ofertę złożyło konsorcjum Pesa Bydgoszcz SA i ZNTK Mińsk Mazowiecki, które zobowiązało się do modernizacji 21 elektrycznych zespołów trakcyjnych za ok. 124 mln zł. Po remoncie pociągi SKM mogą osiągnąć prędkość 120 km/godz. Ponadto są dostosowane do przewozu osób niepełnosprawnych i posiadają pochylnie dla osób poruszających się na wózkach. Wyposażenie ich obejmuje klimatyzację kabiny maszynisty, WC w układzie zamkniętym, monitoring i system informacji pasażerskiej (na monitorach oraz audiowizualny).
Na początku września 2015 przewoźnik dysponował 7 pojazdami EW58, które były odstawione i oczekiwały na wykonanie naprawy P4. 6 z nich zostało one wystawione na sprzedaż, jednak ze względu na brak zainteresowania zezłomowano, zostawiając 2 kabiny. Jeden zachowano na pojazd historyczny.
W grudniu 2014 ogłoszono przetarg na dostawę do października 2015 dwóch 4-członowych elektrycznych zespołów trakcyjnych. Ostatecznie oferty na dostarczenie tych pojazdów złożyły Pesa Bydgoszcz (wartość oferty nieco ponad 36 mln zł) oraz Newag (oferta opiewała na niespełna 35,6 mln zł), zobowiązując się do dostarczenia pojazdów mieszczących 511 osób o wysokości podłogi 960 mm do końca marca 2016 r. Umowę na dostarczenie składów SKM zawarła z firmą Newag dnia 23 marca 2015. 13 stycznia 2016 PKP SKM ogłosiło zamiar zakupu jednego SZT do obsługi linii PKM, Kartuz i Kościerzyny. 9 grudnia 2018 roku SKM zwróciła Przewozom Regionalnym wszystkie pojazdy SA137 i SA138.
Pod koniec marca 2020 roku SKM Trójmiasto wydzierżawiło jednostkę EN57 o numerze bocznym 1718 Kolejom Dolnośląskim w zamian za spalinowy autobus szynowy SA132, który eksploatowano do kwietnia 2021 roku. Do kolejnej wymiany między Kolejami Dolnośląskimi doszło w październiku 2021 roku kiedy PKP SKM wypożyczyła ponownie elektryczny zespół trakcyjny EN57-1718 w zamian za SA134-023.
W lipcu 2021 Urząd Marszałkowski zapowiedział zakup 44 elektrycznych zespołów trakcyjnych, z czego 30 ma zostać skonstruowanych specjalnie do potrzeb SKM.
11 grudnia 2022 roku w związku ze zmianą przewoźnika w obsłudze Pomorskiej Kolei Metropolitarnej cały spalinowy tabor przewoźnika przeszedł do obsługi w Polregio.

### Elektryczny

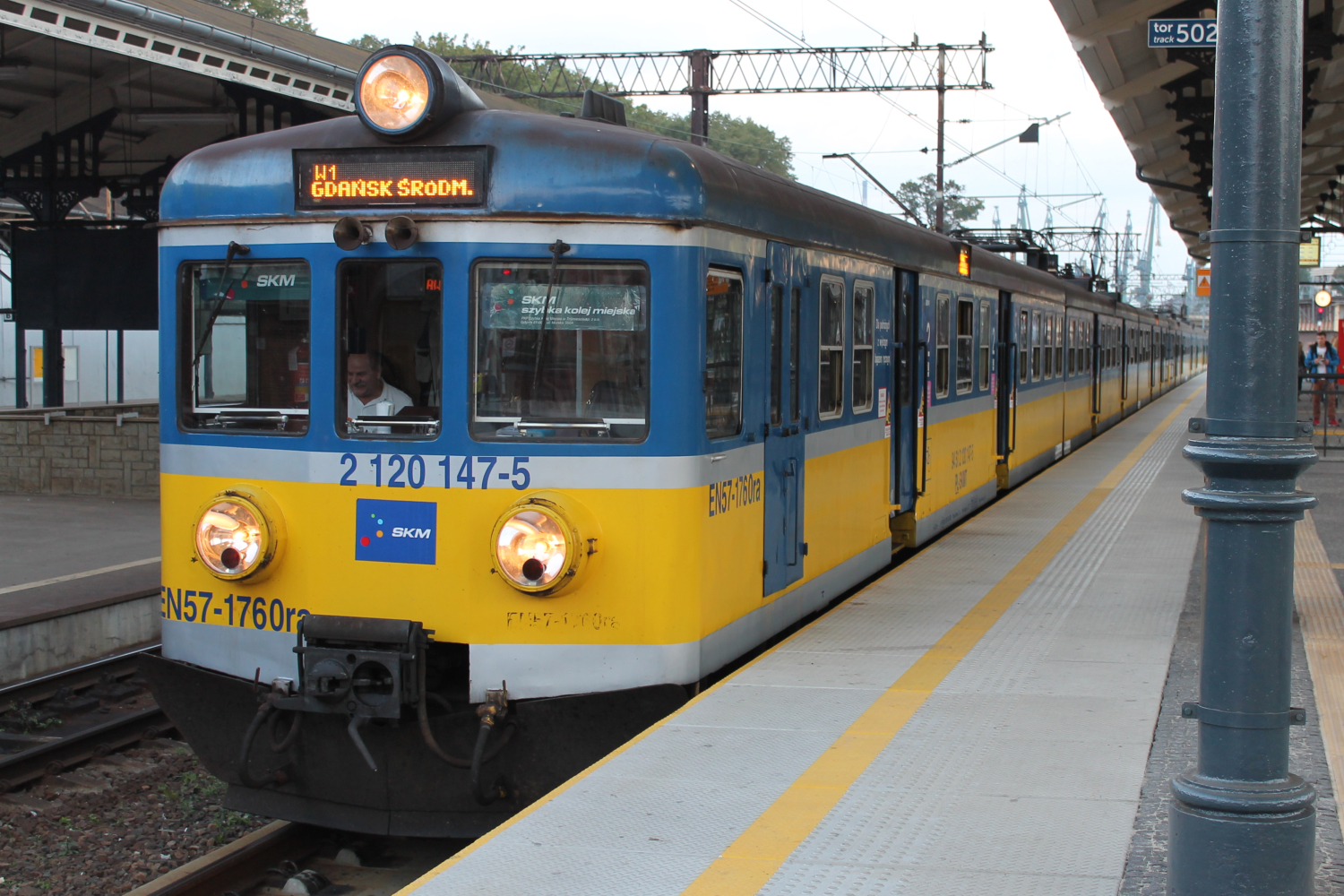
EN57
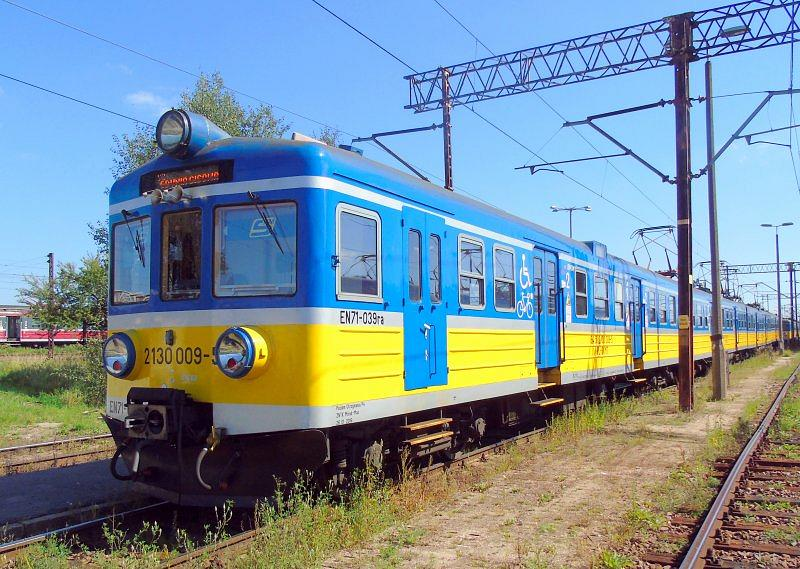
EN71
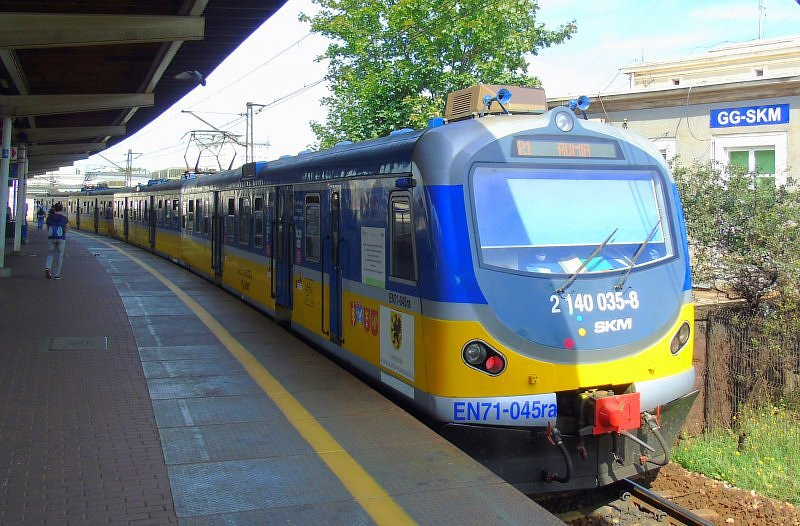
EN71AC
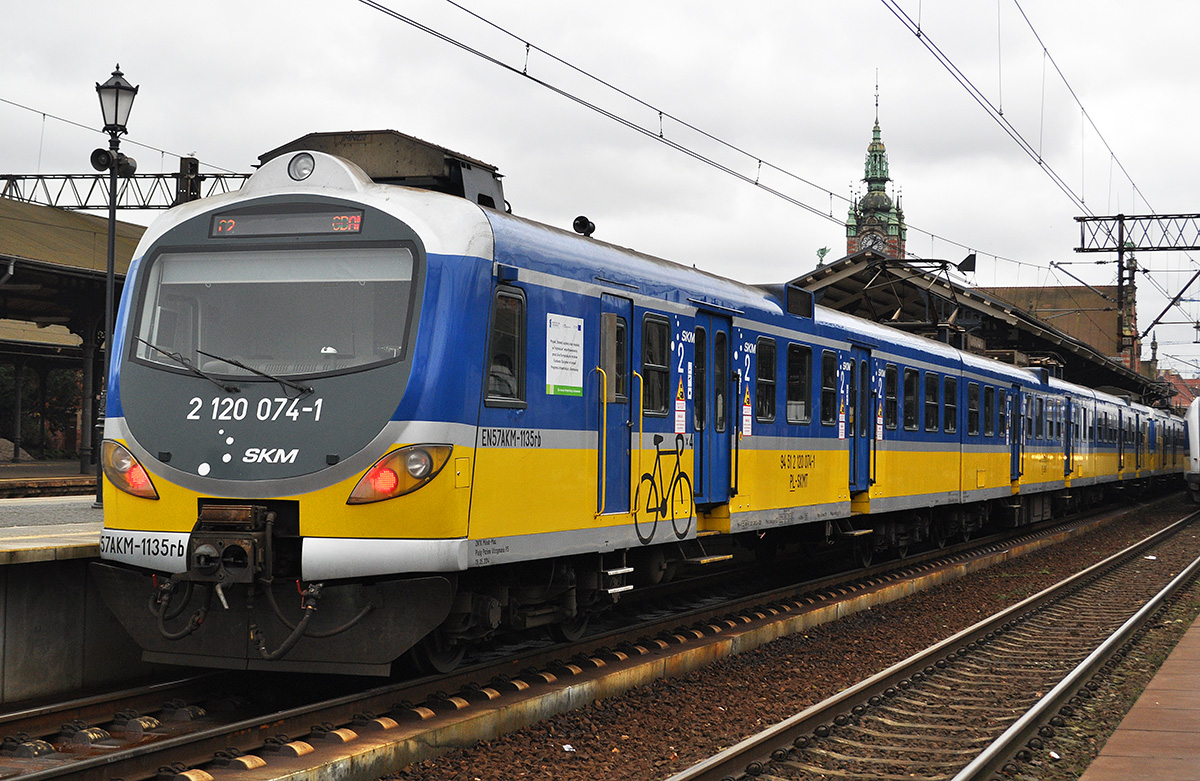
EN57AKM
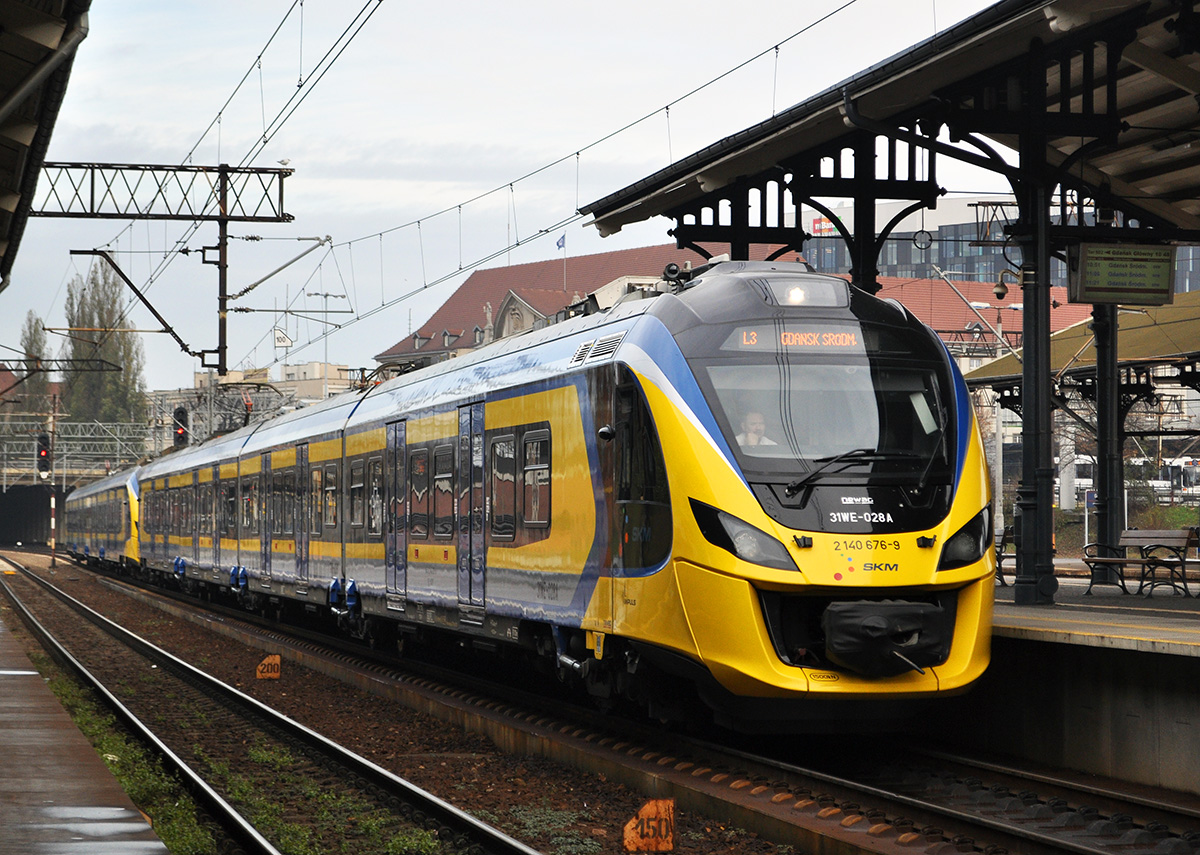
31WE

| Seria            | Typ              | Producent        | Liczba (układ) członów | Liczba miejsc siedzących | Liczba i moc silników Prędkość maksymalna | Właściwości | Rozpoczęcie eksploatacji | Liczba składów |
| ---------------- | ---------------- | ---------------- | ---------------------- | ------------------------ | ----------------------------------------- | --- | ------------------------ | -------------- |
| EN57             | 5B+6B+5B         | Pafawag          | 3 (r+s+r)              | 212                      | 4×145 kW 110 km/h                         | system informacji pasażerskiej · monitoring · przewóz osób na wózkach · przewóz rowerów · ubikacja | 1969                     | 18 (19)        |
| EN71             | 5B+6B+6B+5B      | Pafawag          | 4 (r+s+s+r)            | 288                      | 8×145 kW 110 km/h                         | system informacji pasażerskiej · monitoring · przewóz osób na wózkach · przewóz rowerów · ubikacja | 1975                     | 11             |
| EN71AC           | 5B+6B+6B+5B      | Newag            | 4 (r+s+s+r)            | 204                      | 8×250 kW 120 km/h                         | rozruch impulsowy · silniki asynchroniczne · system informacji pasażerskiej · monitoring · przewóz osób na wózkach · przewóz rowerów · ubikacja | 2009                     | 1              |
| EN57AKM          | 5B+6B+5B         | TS Opole i Škoda | 3 (r+s+r)              | 152                      | 4×250 kW 120 km/h                         | rozruch impulsowy · silniki asynchroniczne · system informacji pasażerskiej · monitoring · przewóz osób na wózkach · przewóz rowerów · ubikacja · przewijaki dla niemowląt                                                                                         | 2013                     | 1              |
| EN57AKM          | 5B+6B+5B         | Pesa i ZNTK MM   | 3 (r+s+r)              | 152                      | 4×250 kW 120 km/h                         | rozruch impulsowy · silniki asynchroniczne · system informacji pasażerskiej · monitoring · przewóz osób na wózkach · przewóz rowerów · ubikacja · przewijaki dla niemowląt                                                                                         | 2014                     | 21             |
| EN57AKM          | 5B+6B+5B         | ZNTK MM          | 3 (r+s+r)              | 152                      | 4×250 kW 120 km/h                         | rozruch impulsowy · silniki asynchroniczne · system informacji pasażerskiej · monitoring · przewóz osób na wózkach · przewóz rowerów · ubikacja · przewijaki dla niemowląt · gniazdka elektryczne                                                                  | 2016                     | 4              |
| Impuls           | 31WE             | Newag            | 4 (s+d+d+s)            | 152                      | 4×500 kW 160 km/h                         | rozruch impulsowy · silniki asynchroniczne · klimatyzacja przestrzeni pasażerskiej · system informacji pasażerskiej · monitoring · przewóz osób na wózkach · przewóz rowerów · ubikacja · przewijaki dla niemowląt · gniazdka elektryczne · Internet bezprzewodowy | 2016                     | 2              |
| Impuls 2         | 31WEbb           | Newag            | 4 (s+d+d+s)            |                          |                                           | rozruch impulsowy · silniki asynchroniczne · klimatyzacja przestrzeni pasażerskiej · system informacji pasażerskiej · monitoring · przewóz osób na wózkach · przewóz rowerów · ubikacja · przewijaki dla niemowląt · gniazdka elektryczne · Internet bezprzewodowy | 2023                     | 8              |
| Wszystkie składy | Wszystkie składy | Wszystkie składy | Wszystkie składy       | Wszystkie składy         | Wszystkie składy                          | Wszystkie składy | Wszystkie składy         | 66 (67)        |

- EN57
- EN71
- EN71AC
- EN57AKM
- 31WE

### Dawniej eksploatowany tabor
W przeszłości na linii obecnie obsługiwanej przez SKM eksploatowano następujące serie pojazdów:
| Seria            | Producent          | Liczba (układ) członów | Liczba miejsc siedzących (stojących) | Liczba i moc silników Prędkość maksymalna | Lata eksploatacji | Liczba składów |
| ---------------- | ------------------ | ---------------------- | ------------------------------------ | ----------------------------------------- | ----------------- | -------------- |
| EW90             | AEG, DMV, O&K, SSW | 2 (s+d)                | 119 (b.d.)                           | 4×63 kW 80 km/h                           | 1951-1976         | 54             |
| EW91             | AEG, O&K, WEG, SSW | 2 (s+d)                | 114 (b.d.)                           | 4×63 kW 80 km/h                           | 1951-1976         | 20             |
| EW92             | AEG, O&K, WEG, SSW | 2 (s+d)                | 114 (b.d.)                           | 4×63 kW 80 km/h                           | 1951-1976         | 6              |
| EW60             | Pafawag            | 3 (r+s+r)              | 147 (430)                            | 4×206 kW 100 km/h                         | 1990–2000         | 2              |
| EW58             | Pafawag            | 3 (s+d+s)              | 212 (352)                            | 8×205 kW 120 km/h                         | 1977-2015         | 7              |
| Wszystkie składy | Wszystkie składy   | Wszystkie składy       | Wszystkie składy                     | Wszystkie składy                          | Wszystkie składy  | 91             |

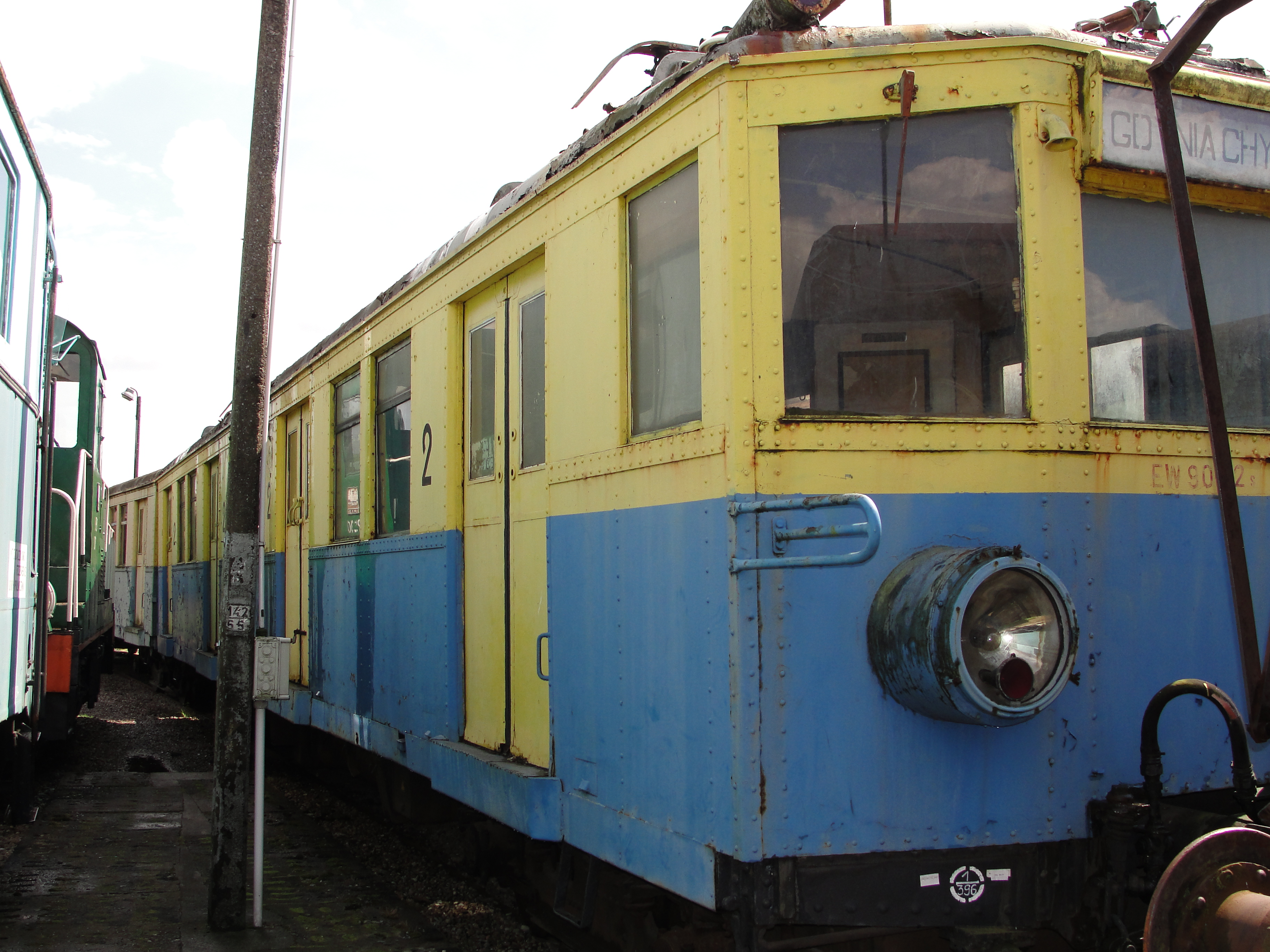
EW90
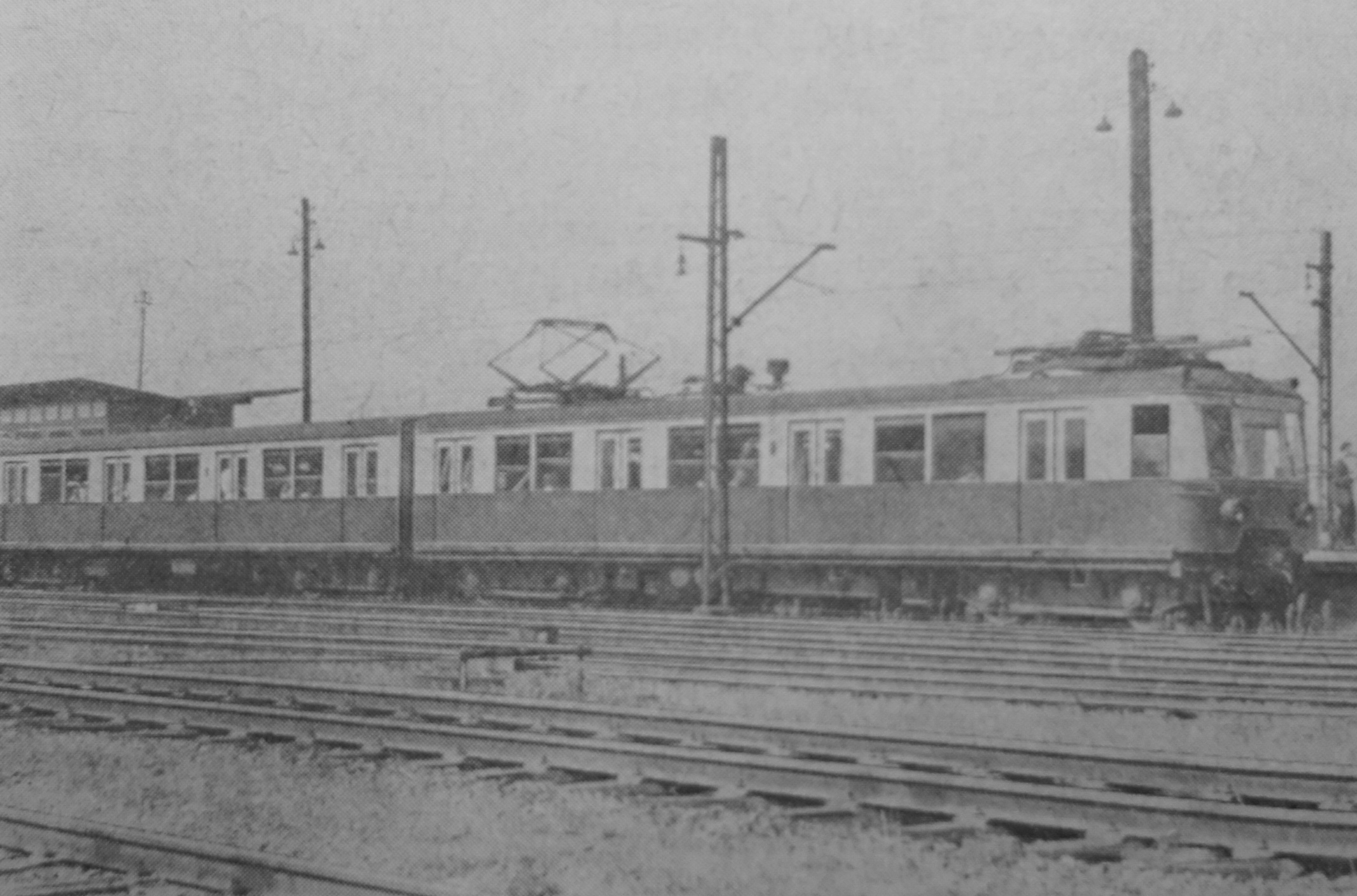
EW91
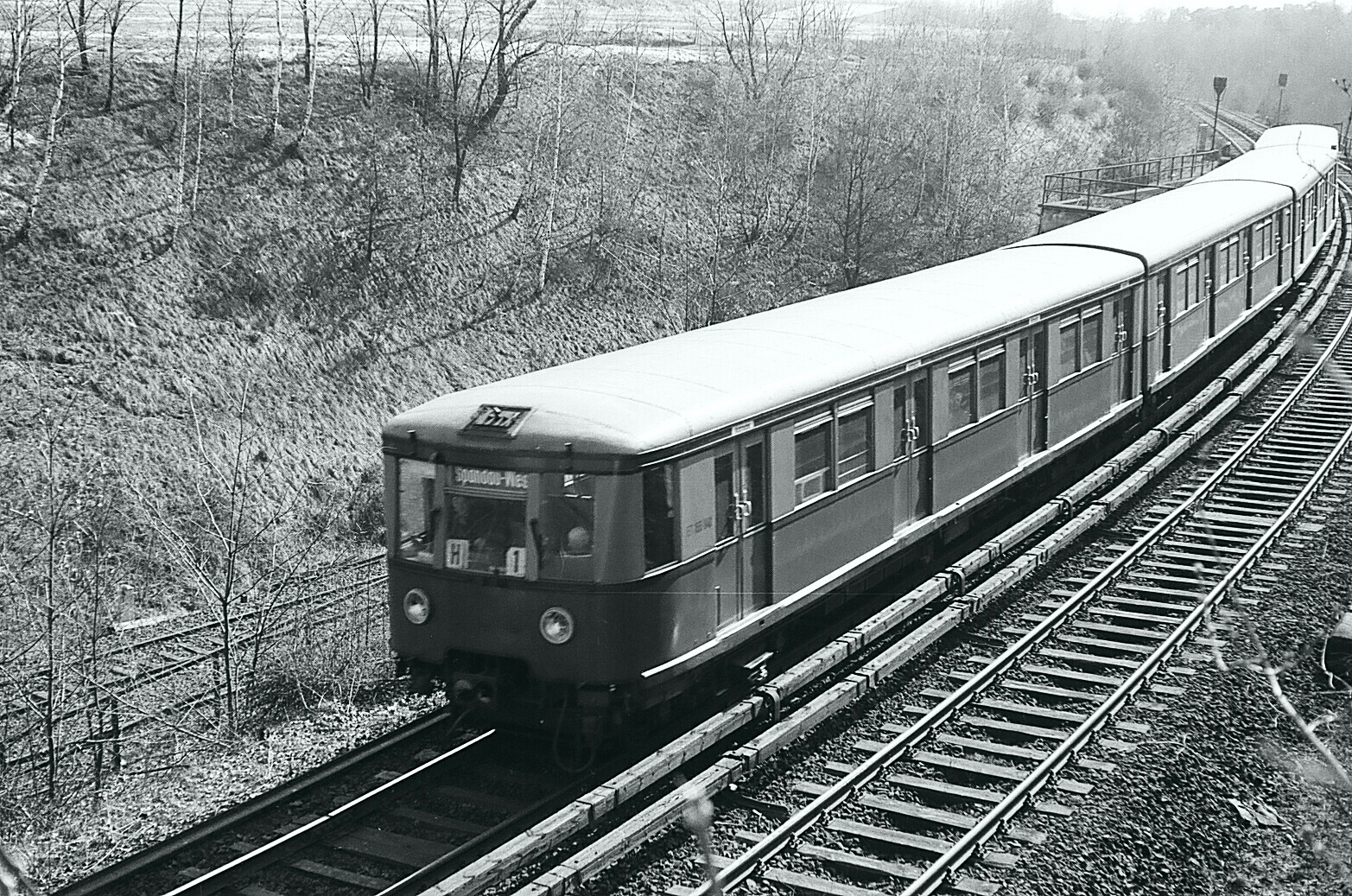
EW92
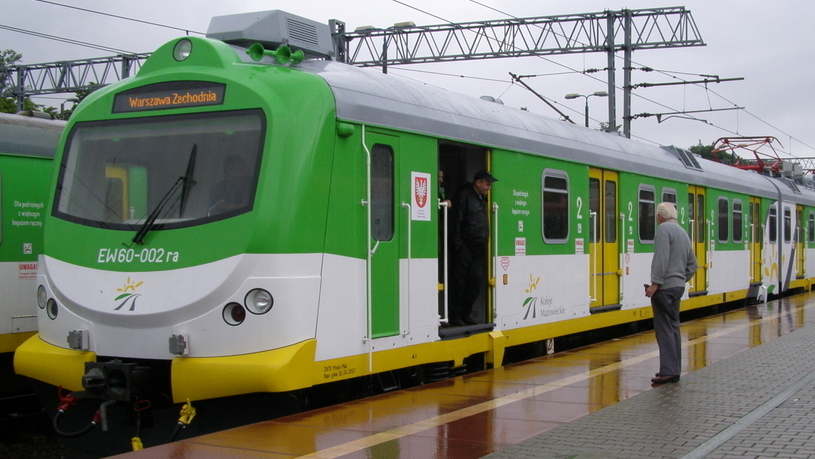
EW60
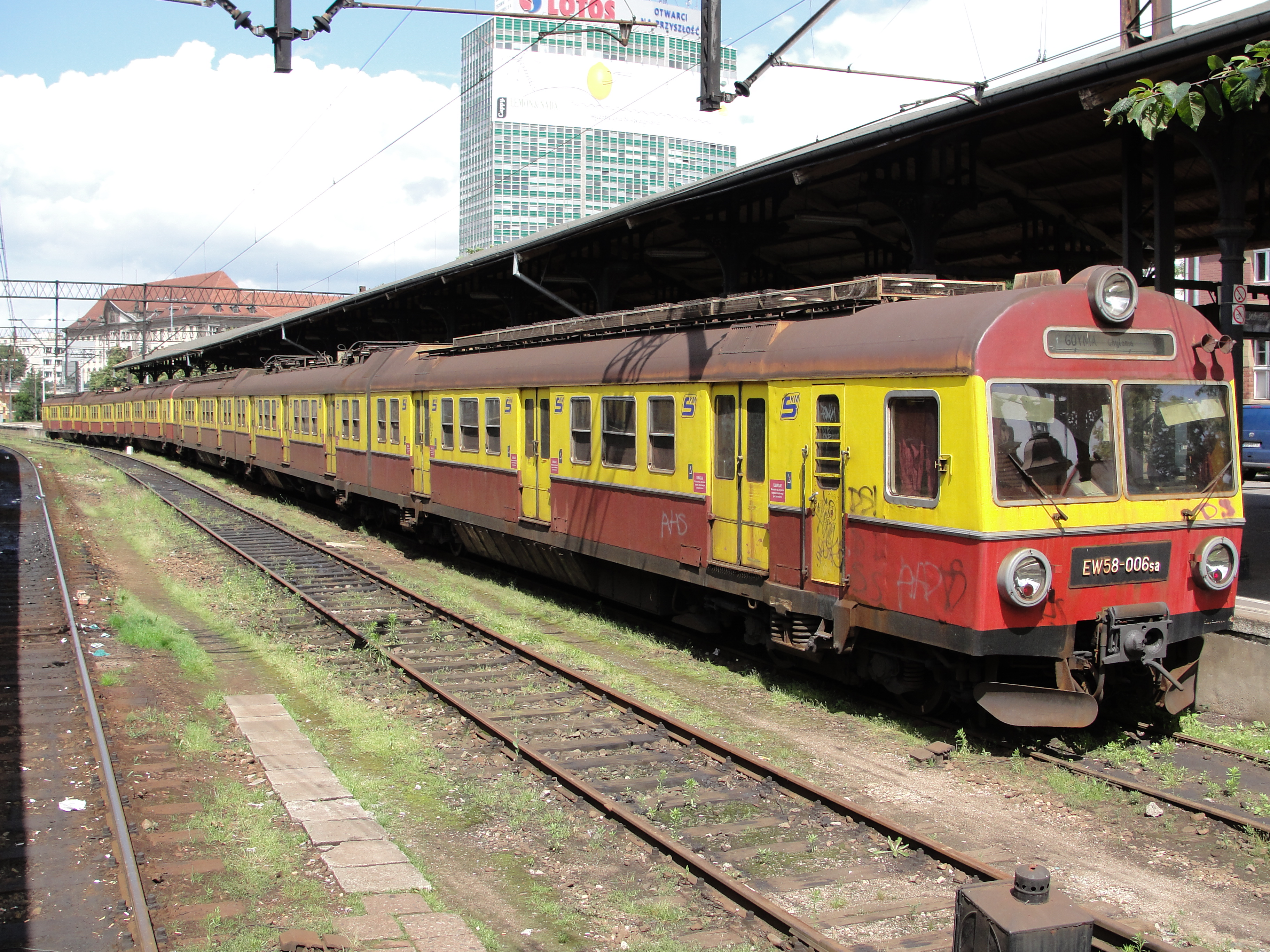
EW58

#### Spalinowy

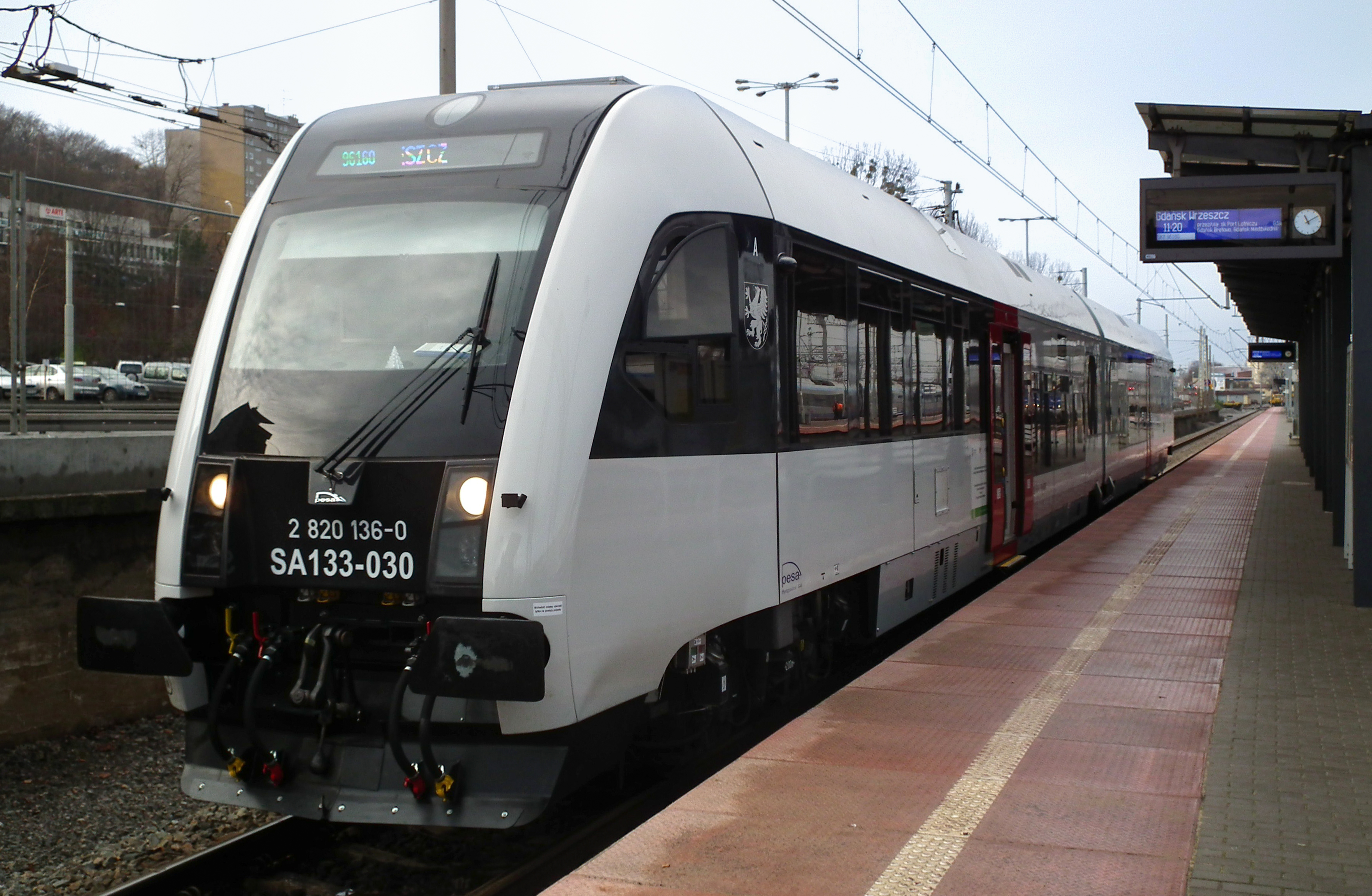
SA133
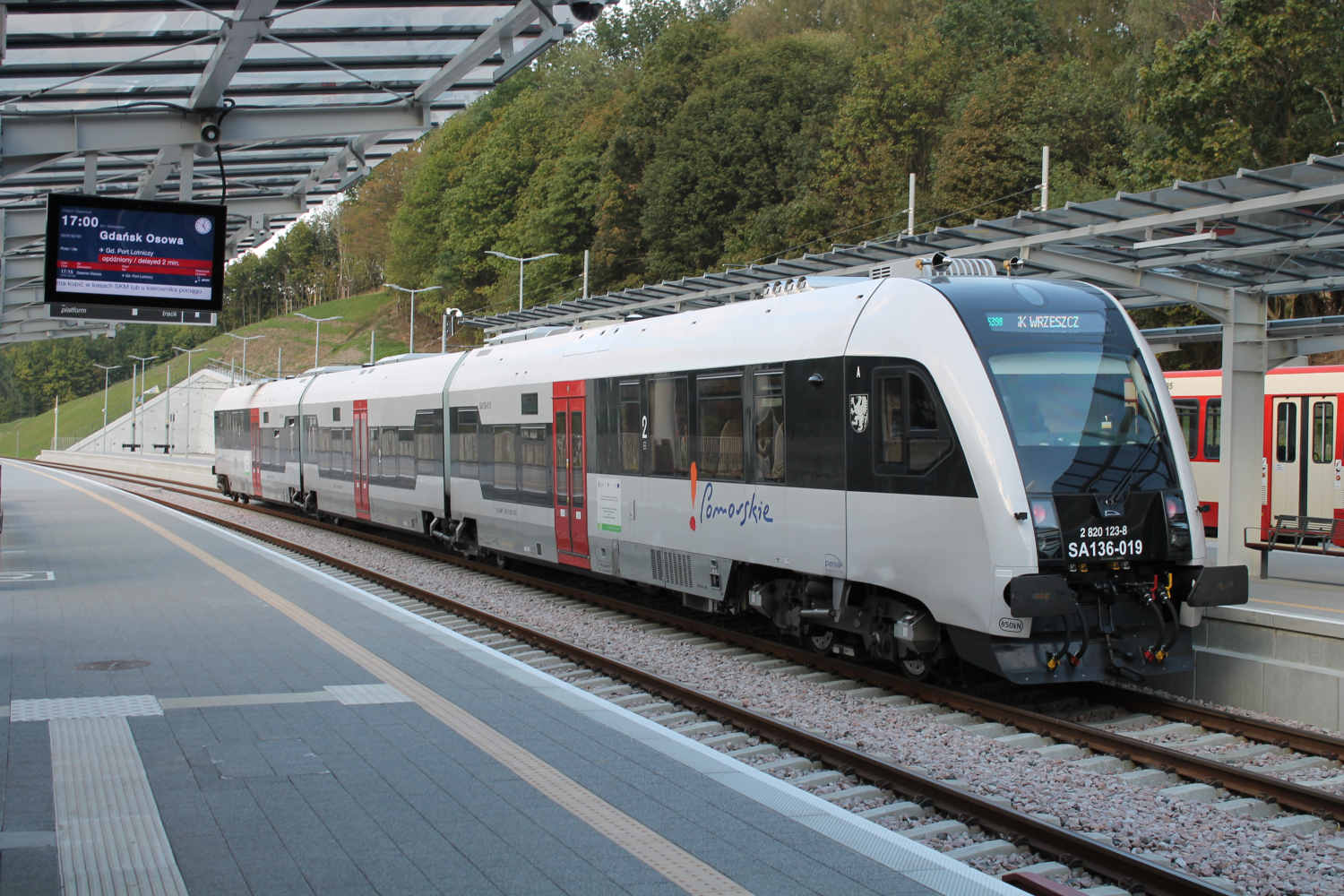
SA136
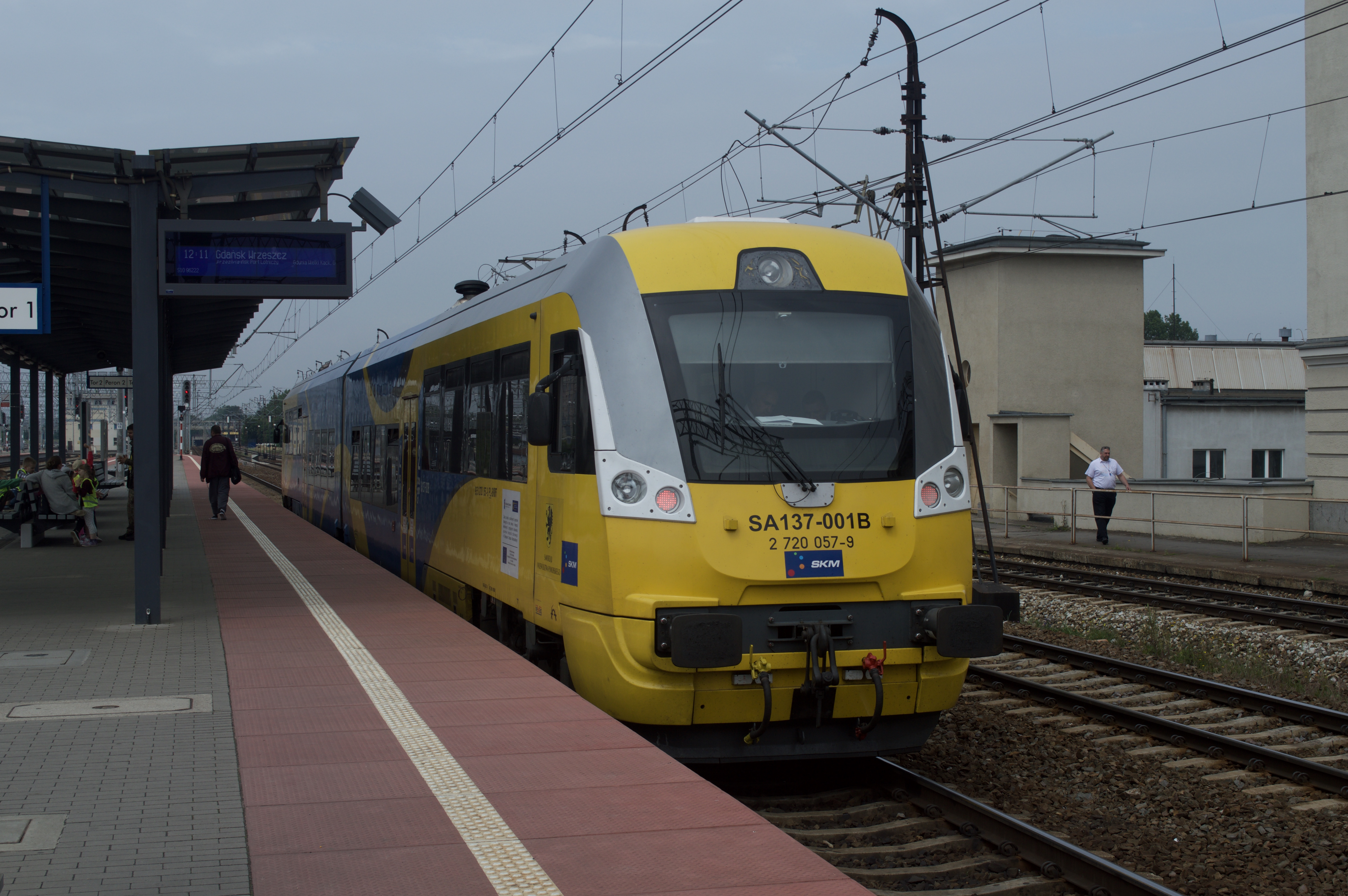
SA137
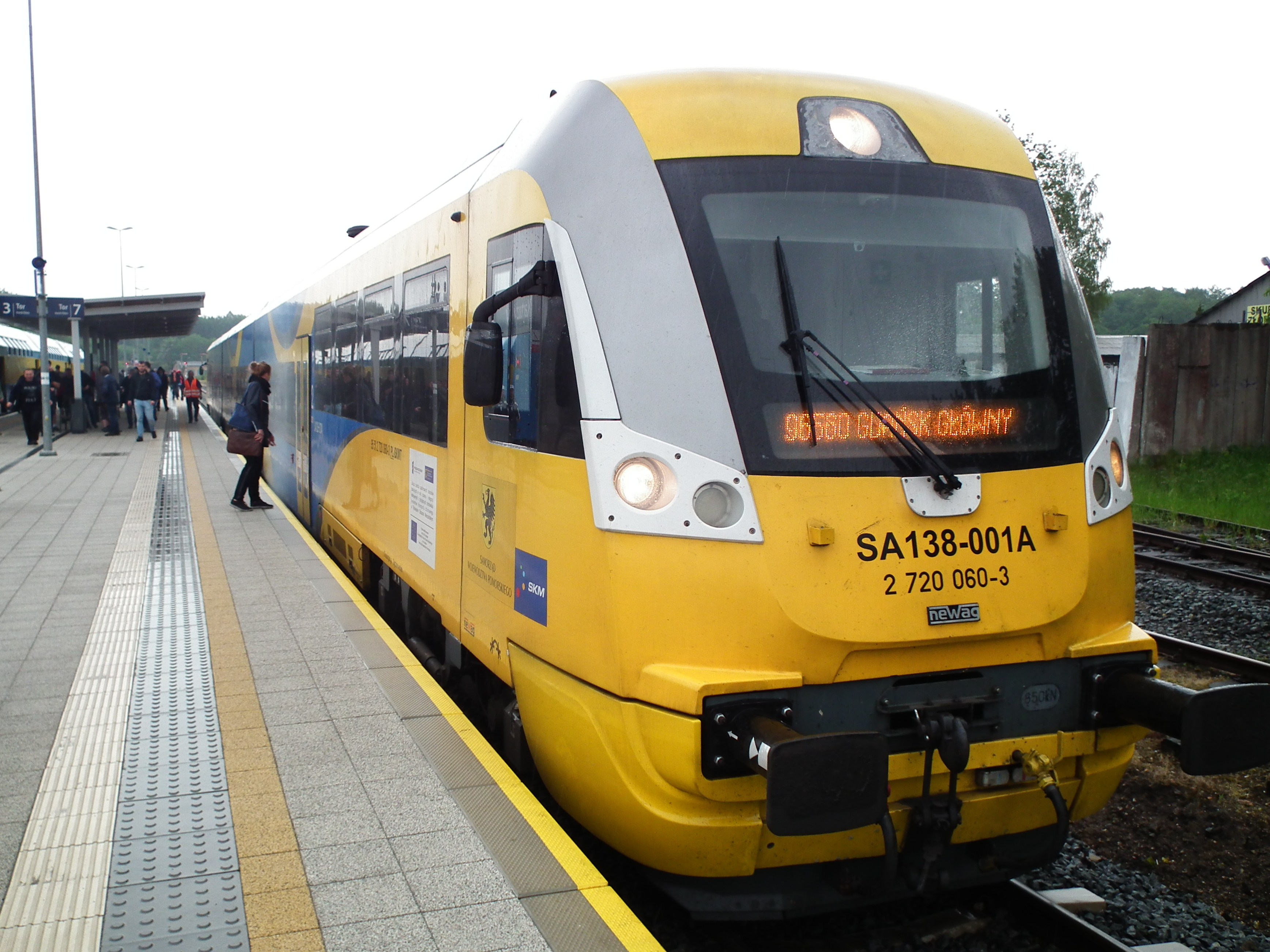
SA138

| Seria            | Typ              | Producent        | Liczba (układ) członów | Liczba miejsc siedzących | Liczba i moc silników Prędkość maksymalna | Właściwości | Lata eksploatacji | Liczba składów |
| ---------------- | ---------------- | ---------------- | ---------------------- | ------------------------ | ----------------------------------------- | --- | ----------------- | -------------- |
| SA132            | 218Mb            | Pesa             | 2 (s+s)                | 164                      | 2x350 kW 120 km/h                         | klimatyzacja przestrzeni pasażerskiej · system informacji pasażerskiej · monitoring · przewóz osób na wózkach · przewóz rowerów · ubikacja · Internet bezprzewodowy | 2020–2021         | 1              |
| SA133            | 218Mc            | Pesa             | 2 (s+s)                | 120                      | 2×390 kW 120 km/h                         | klimatyzacja przestrzeni pasażerskiej · system informacji pasażerskiej · monitoring · przewóz osób na wózkach · przewóz rowerów · ubikacja · Internet bezprzewodowy | 2015–2022         | 3              |
| SA134            | 218Md            | Pesa             | 2 (s+s)                | 134                      | 2x360 kW 120 km/h                         | klimatyzacja przestrzeni pasażerskiej · system informacji pasażerskiej · monitoring · przewóz osób na wózkach · przewóz rowerów · ubikacja · Internet bezprzewodowy | 2021–2022         | 1              |
| SA136            | 219M             | Pesa             | 3 (s+d+s)              | 150                      | 2×390 kW 120 km/h                         | klimatyzacja przestrzeni pasażerskiej · system informacji pasażerskiej · monitoring · przewóz osób na wózkach · przewóz rowerów · ubikacja · Internet bezprzewodowy | 2015–2022         | 7              |
| SA137            | 220M             | Newag            | 2 (s+s)                | 127                      | 2×390 kW 120 km/h                         | klimatyzacja przestrzeni pasażerskiej · system informacji pasażerskiej · monitoring · przewóz osób na wózkach · przewóz rowerów · ubikacja                          | 2015–2018         | 2              |
| SA138            | 221M             | Newag            | 3 (s+d+s)              | 190                      | 2×390 kW 120 km/h                         | klimatyzacja przestrzeni pasażerskiej · system informacji pasażerskiej · monitoring · przewóz osób na wózkach · przewóz rowerów · ubikacja                          | 2015–2018         | 1              |
| Wszystkie składy | Wszystkie składy | Wszystkie składy | Wszystkie składy       | Wszystkie składy         | Wszystkie składy                          | Wszystkie składy | Wszystkie składy  | 16             |

- SA133
- SA136
- SA137
- SA138

## Bilety

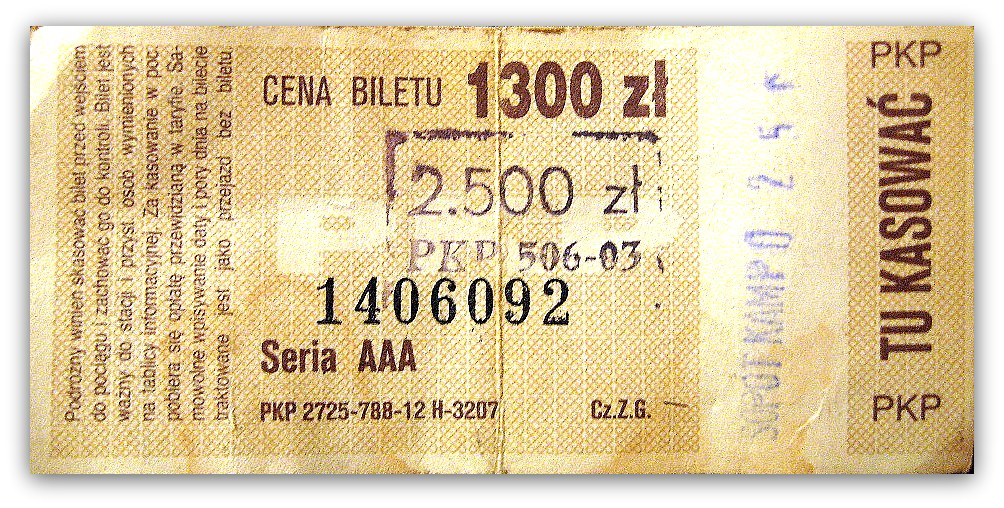
Bilet SKM z lat 90. XX wieku (sprzed denominacji złotego w 1995)

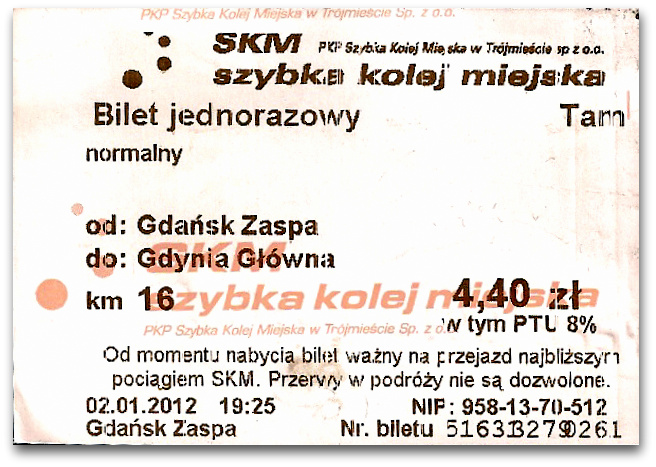
Bilet SKM wydrukowany przez automat biletowy na peronie

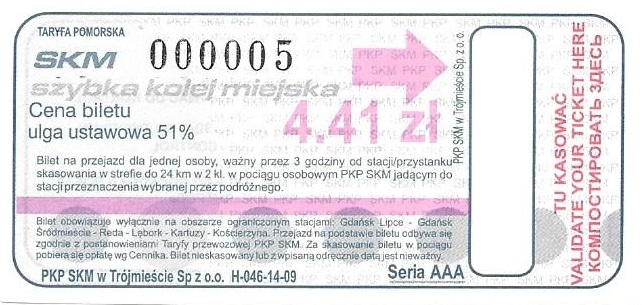
Bilet SKM Trójmiasto z taryfy obowiązującej od 01.08.2022

Pasażer bez biletu może go kupić u kierownika pociągu, ale tylko jeśli wsiadł przez pierwsze drzwi pierwszego wagonu. Wejście innymi drzwiami może skutkować nałożeniem opłaty dodatkowej za jazdę bez ważnego biletu. Taki bilet jest droższy o opłatę dodatkową: 2,8 zł. Opłata nie jest pobierana jeśli wsiadło się na stacji bez czynnego biletomatu po godzinach pracy kas lub bez kas i biletomatu. Dopłata w wysokości 2,80 zł jest pobierana również za skasowanie biletu w pociągu lub za zmianę stacji docelowej posiadanego biletu. Nie jest ona natomiast pobierana od osób niepełnosprawnych bądź osób z ograniczoną sprawnością ruchową.
W pociągach SKM między Cieplewem, Luzinem, Borkowem lub Babim Dołem honorowane są bilety Metropolitalnego Związku Komunikacyjnego Zatoki Gdańskiej.

## Bezpieczeństwo i skrajnia

### Bezpieczeństwo
Zmodernizowane w ramach SPOT składy EN57 oraz część zmodernizowanych wcześniej jednostek posiada monitoring. Monitoring został też zainstalowany na stacjach i części przystanków.
SKM w Trójmieście posiada również własne jednostki Straży Ochrony Kolei, które wraz z policją patrolują perony i pojazdy.

### Skrajnia na linii kolejowej 250

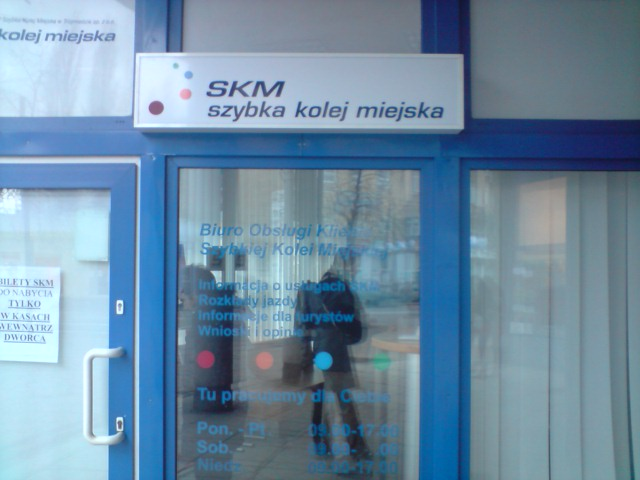
Biuro Obsługi Klienta SKM w Gdyni

Linia kolejowa 250, na której zazwyczaj poruszają się składy SKM na trasie Gdańsk Śródmieście – Rumia, jest zaprojektowana i zbudowana z myślą o składach podmiejskich, dlatego łuki są bardziej ostre, skrajnia jest nieco mniejsza, a torowisko jest słabsze. Z tego względu po linii SKM nie mogą poruszać się ciężkie pociągi towarowe. Inne pociągi pasażerskie, które w wyjątkowych sytuacjach, np. podczas remontów, jeżdżą po trasie podmiejskiej, nie mogą osiągnąć dużej prędkości.

## Siedziba SKM
Lokomotywownia oraz siedziba SKM mieści się pomiędzy przystankami: Gdynia Cisowa oraz Rumia Janowo; posiada dwa własne przystanki służbowe, jeden w kierunku Gdyni Głównej i Gdańska, drugi w kierunku Rumi i Wejherowa.

## Wyniki przewozowe
źródła: 
W 2007 r. SKM w Trójmieście przewiozła 40,5 mln pasażerów, co stanowiło ok. 16% całego ruchu wewnątrz aglomeracji. W 2008 r. dziennie przewożono około 130 tys. pasażerów, co dawało liczbę 47,5 mln pasażerów rocznie (19% całego ruchu wewnątrz Trójmiasta). Najmniejszą liczbę pasażerów przewieziono w 2013 – 35,2 mln. W 2011 przewieziono 38,5 mln osób – o ponad milion więcej niż rok wcześniej. W 2012 liczba przewiezionych pasażerów spadła do 36,8 mln, a w 2013 do 35,2 mln osób. W 2014 przewozy wzrosły do 35,7 mln osób, co spowodowało, że firma stała się trzecim co do liczby przewiezionych pasażerów przewoźnikiem kolejowym w Polsce, po Przewozach Regionalnych i Kolejach Mazowieckich. Równocześnie SKM zanotowała wzrost przychodów ze sprzedaży o 3,3 mln zł. W 2015 r. SKM przewiozła 38,9 mln pasażerów na linii głównej oraz 400 tys. na linii PKM. Przychody SKM wzrosły prawie o 8%. O tyle samo zwiększyła się liczba biletów sprzedanych w automatach, a przychody z tego kanału dystrybucji wzrosły o 11%.
W 2018 r. SKM przewiozła 42 mln 218 tys. pasażerów, podczas gdy w 2017 – 42 mln 302 tys. pasażerów. Dla porównania, w 1970 SKM przewiozła 108 mln pasażerów, a w 1980 r. – 171 milionów.

## Prezesi
- Mikołaj Segeń (2001–2006)[102][103]
- Andrzej Osipów (2006–2009)
- Maciej Lignowski (2009–2024)[104]
- Eugeniusz Manikowski (od 2024)[105][106]

## Działalność poboczna

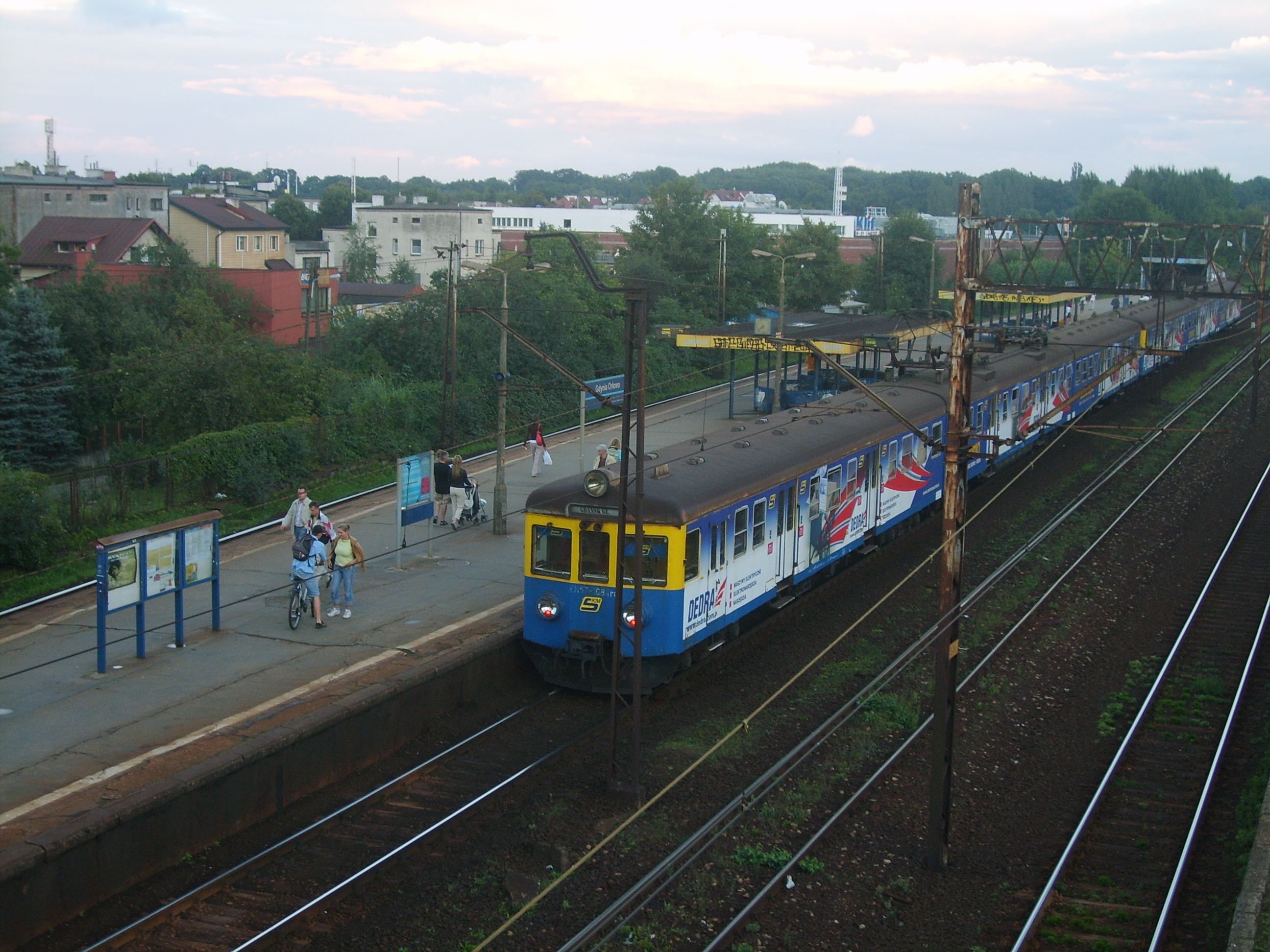
Pociąg SKM z reklamą całopociągową na stacji Gdynia Orłowo

PKP SKM w Trójmieście oprócz przewozów pasażerskich świadczy również inne usługi:
- udostępnianie dla przejazdów pociągów pasażerskich linii kolejowej nr 250
- wypożyczanie posiadanego taboru
- naprawy taboru kolejowego w swoich warsztatach
- udzielanie miejsca na reklamy w gablotach na peronach, pociągach oraz reklamy całopociągowe
- sprzedaży biletów innych firm w kasach i automatach[107].

## Plany na przyszłość
W chwili obecnej rozpatrywane są projekty budowy wydzielonych torowisk wyłącznie dla potrzeb SKM na odcinkach Rumia – Reda – Wejherowo (szacowany koszt 900 mln zł) (wraz z budową dodatkowych przystanków o roboczych nazwach Rumia Biała Rzeka i Reda Gniewowska) oraz Gdańsk Śródmieście – Pruszcz Gdański – Tczew. Realizacja pierwszej inwestycji wymagałaby skoordynowania prac z zamierzoną modernizacją linii 202 (z Gdyni w kierunku Stargardu i Szczecina) przez PKP PLK, w związku z powyższym nie jest przewidziana do realizacji przed 2018 r., natomiast w przypadku drugiego odcinka SKM ogłosiła przetarg na wykonanie studium wykonalności. Studium, którego wykonawcą została firma WYG Consulting z Warszawy, miało powstać w ciągu 8 miesięcy i posiadać cztery warianty (bezinwestycyjny – analiza przepustowości dla istniejącej infrastruktury kolejowej; inwestycyjny – analiza przedłużenia linii kolejowej nr 250 z Gdańska do Tczewa wzdłuż linii kolejowej nr 9, wraz z przebudową istniejących i budową nowych przystanków osobowych; inwestycyjny – z wykorzystaniem istniejących linii kolejowych 226 (Pruszcz Gdański – Gdańsk Port Północny) i 721 (Gdańsk Południowy – Motława Most) oraz budową przystanków pasażerskich wzdłuż obu linii towarowych; autorski – według koncepcji autorów studium).
SKM przez szereg lat nie przewidywało budowy planowanego niegdyś przystanku Gdynia Śródmieście, chociaż władze miejskie Gdyni zachowywały rezerwę terenową na ten cel. W początku 2018 miasto i SKM podpisały porozumienie dot. współfinansowania studium wykonalności zarówno tego przystanku, jak i przystanku nad ul. Wielkopolską.
W 2016 r. przewidywano modernizację przystanków Gdynia Chylonia i Rumia Janowo, a po 2017 – Gdańsk Stocznia, Gdynia Orłowo, Gdynia Redłowo, Gdynia Stocznia, Gdynia Grabówek, Gdynia Leszczynki oraz Dworca podmiejskiego w Gdyni Głównej. Umowa na dofinansowanie tej inwestycji podpisana została jednak w I połowie 2017. Jednocześnie powstanie zintegrowany system monitowania bezpieczeństwa i zarządzania informacją pasażerską. Całkowita wartość inwestycji wynosi 139,8 mln zł, a dofinansowanie unijne – 61,9 mln zł.
W lutym 2018 Szybka Kolej Miejska ogłosiła dwa przetargi na remonty przystanków w Redłowie i Orłowie do października 2019. W kwietniu 2018 okazało się, że do pierwszego przetargu nie zgłosiła się żadna firma, a w drugim jedyna zgłoszona oferta konsorcjum Poleko Budownictwo i Pomorskie Przedsiębiorstwo Mechaniczno-Torowe trzykrotnie przewyższyła zakładany budżet. W rezultacie oba przetargi zostały unieważnione, a 23 czerwca 2018 ogłoszono kolejny przetarg w formule „zaprojektuj i buduj” na remont stacji Redłowo o szacunkowej wartości ok. 11 mln 575 tys. zł netto, z terminem składania ofert do 30 lipca. W przypadku przystanku Gdynia Orłowo postanowiono z kolei ogłosić przetarg mający dotyczyć jedynie projektu budowlanego.
W latach 2014–2020 spółka planowała nabyć kolejnych 10 pojazdów, które miały być większe od zamawianych na przełomie 2014 i 2015 roku (od pięciu do nawet siedmiu członów). Projekt ten połączony był z planem przebudowy elektrowozowni SKM w Gdyni Cisowej wraz z wybudowaniem wyjazdu z jej terenu w kierunku Rumi (wcześniej istniała tylko możliwość wyjazdu w kierunku Gdyni). W początku 2018 r. SKM pozyskała dofinansowanie unijne do tej inwestycji w wysokości 50% kosztów i w kwocie 160 mln zł. Brakującą kwotę przedsiębiorstwo zamierza pozyskać drogą emisji obligacji lub przez zaciągnięcie kredytu, co wymagałoby zawarcia wieloletniej umowy przewozowej. Z kolei samorząd województwa pomorskiego zaproponował wniesienie 160 mln zł w formie aportu, co spowodowałoby zwiększenie udziału województwa w strukturze własnościowej spółki. Ponadto, w ramach programu „Mobilne Pomorze”, samorząd planuje w latach 2014–2020 zakup 34 składów oraz pomoc w modernizacji 21 składów dla Szybkiej Kolei Miejskiej.

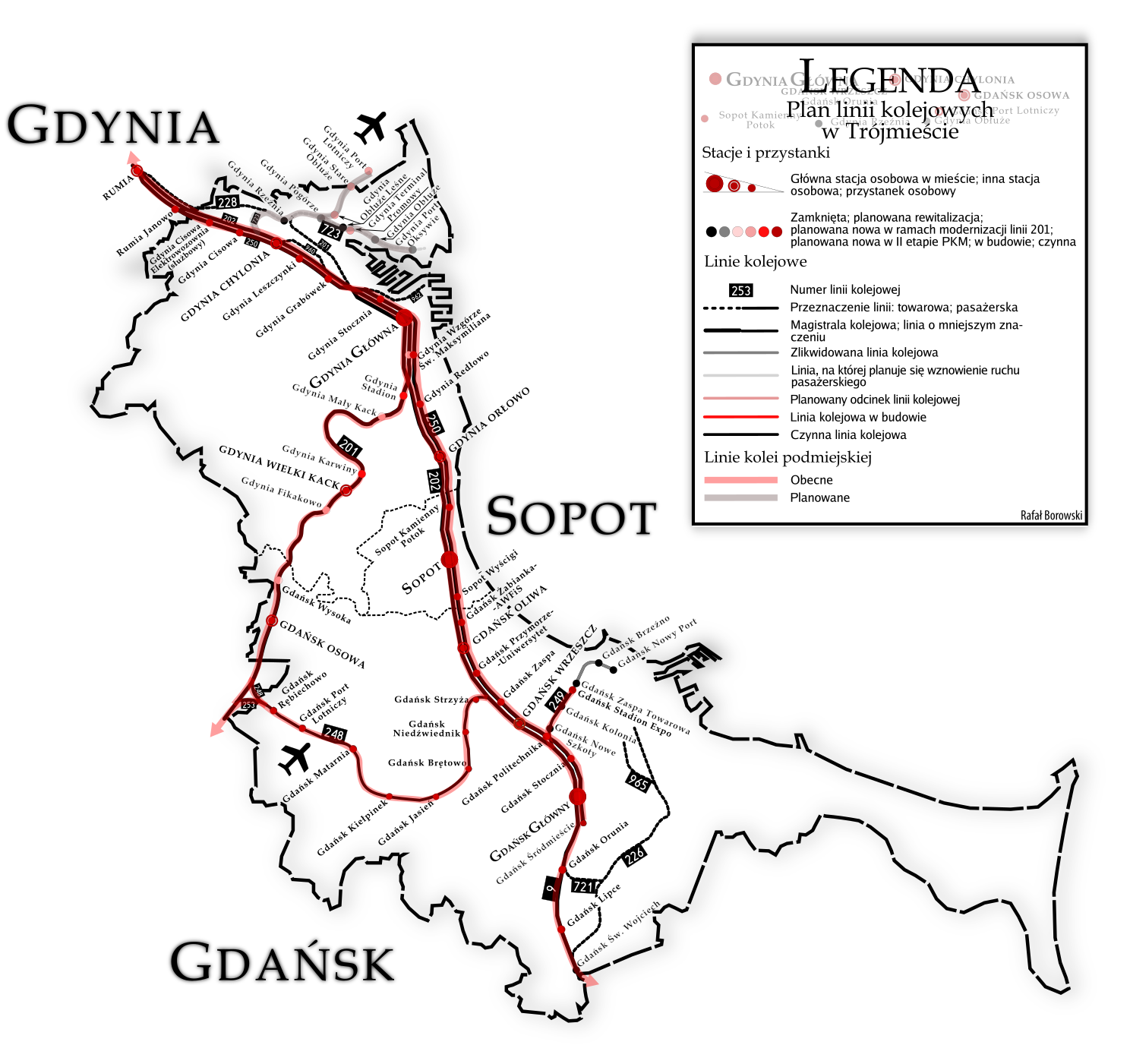
Zaznaczone przebiegi – standardowy SKM w granicach Trójmiasta (czarna mgła) oraz planowany PKM (czerwona mgła) na schemacie linii kolejowych w Trójmieście

### Euro 2012 i budowa nowej linii SKM w Trójmieście
W związku z dołączeniem Gdańska do grupy miast, w których odbywało się Euro 2012, podjęto decyzję o realizacji koncepcji budowy kolejnej linii kolei miejskiej pod nazwą Pomorska Kolej Metropolitalna. Linia ta częściowo wykorzystuje odbudowaną przedwojenną trasę do Kokoszek, a następnie przebiegając zupełnie nową trasą obsługuje port lotniczy w Gdańsku. Za lotniskiem linia łączy się z istniejącą od czasów przedwojennych trasą Gdynia – Kościerzyna. Od Gdyni Głównej przewidywano kursowanie w dalszej przyszłości pociągów do lotniska w Kosakowie, jednakże jego upadłość stawia pod znakiem zapytania realizację tego projektu. Linię tę uruchomiono 1 września 2015.
Nie zrealizowano planu, by kibice na EURO 2012 skorzystali z pociągu na odcinku między lotniskiem a aktualną linią SKM. Nie przeprowadzono nawet wszystkich niezbędnych wywłaszczeń. Udało się jednak na czas odbudować linię między stadionem a Gdańskiem Głównym oraz oddać do użytku nową stację Gdańsk Stadion Expo, na której przewoźnikiem stała się Trójmiejska SKM.